# Alta Lusazia
L'Oberlausitz o Alta Lusazia (dialetto dell'Oberlausitz: Äberlausitz; lingua soraba superiore, Hornja Łužica; lingua soraba inferiore: Górna Łužyca; lingua ceca: Horní Lužice; lingua polacca: Łużyce Górne), è una regione del Nordeuropa che appartiene per circa il 67% alla Sassonia, per 30 % alla Polonia e per il rimanente al Brandeburgo.
In Sassonia l'Oberlausitz comprende all'incirca il circondario di Görlitz e quello di Bautzen, con un confine settentrionale tra Hoyerswerda e Lauta, e in Brandeburgo la parte meridionale del circondario di Oberspreewald-Lusazia.
Dal 1945 la parte polacca dell'Oberlausitz tra i fiumi Queis, ad est, e il Neiße, ad ovest, appartiene amministrativamente al voivodato della Bassa Slesia (in lingua polacca: Dolnośląskie); solo una piccola punta intorno a Łęknica (Lugknitz) appartiene al Voivodato di Lubusz. In Brandeburgo le appartengono la città di Ruhland e alcune località a sud e a est. A sud il confine dell'Oberlausitz costituisce il confine tra la Sassonia e la Repubblica Ceca da Steinigtwolmsdorf ad ovest fino a Zittau e ad est il confine ceco-polacco fino a Tafelfichte.
L'antico capoluogo dell'Oberlausitz è Bautzen, ma la città più grande della regione si trova divisa fra Germania e Polonia: Görlitz-Zgorzelec rispettivamente. Oberlausitz deve il suo nome, fin dal XV secolo, alla vicina regione di Niederlausitz. Originariamente questa era detta semplicemente Lausitz, dal nome degli abitanti di origine slava che ivi abitavano, chiamati Lusici (dall'antico termine sorabo che ług, cioè palude).
Il territorio dell'attuale Oberlausitz portava inizialmente il nome Milska, da un'antica radice milcena. Verso il 1410 fu sostituito dal nome Lausitz e poi distinto in due aree, l'Alta Lusizia (Oberlausitz) e la Bassa Lusizia (Niederlausitz).

## Geografia fisica
Geomorfologicamente l'Oberlausitz si formò da un omogeneo masso granitico e solo la parte nord e nordest si è formata nel pleistocene.
La parte centrale è collinare, mentre a sud è caratterizzata da una zona montuosa. I rilievi più alti dell'attuale parte dell'Oberlausitz si trovano tra i Monti di Zittau, parte della catena montuosa dei Monti lusaziani, che però si trovano per gran parte nella Cechia. Le cime più importanti sono (tra parentesi l'altezza in metri s.l.m.):
- Lausche (793 m),
- Hochwald (749 m),
- Landeskrone (420 m),
- Löbauer Berg (448 m),
- Kottmar (583 m),
- Czorneboh (561 m),
- Bieleboh (499 m),
- Valtenberg (587 m)
- Mönchswalder Berg (447 m).

Il punto più elevato dello storico Oberlausitz, con i suoi 1072 m s.l.m., si trova a circa 500 m a nord-est della cima sul versante del Tafelfichte (Monti Iser) nel triangolo Oberlausitz –Slesia–Boemia, il punto più basso, con i suoi 92 m s.l.m., sull'ex confluenza della Grenzpulsnitz e della Schwarzen Elster a Tettau OL, ad ovest di Ruhland OL.

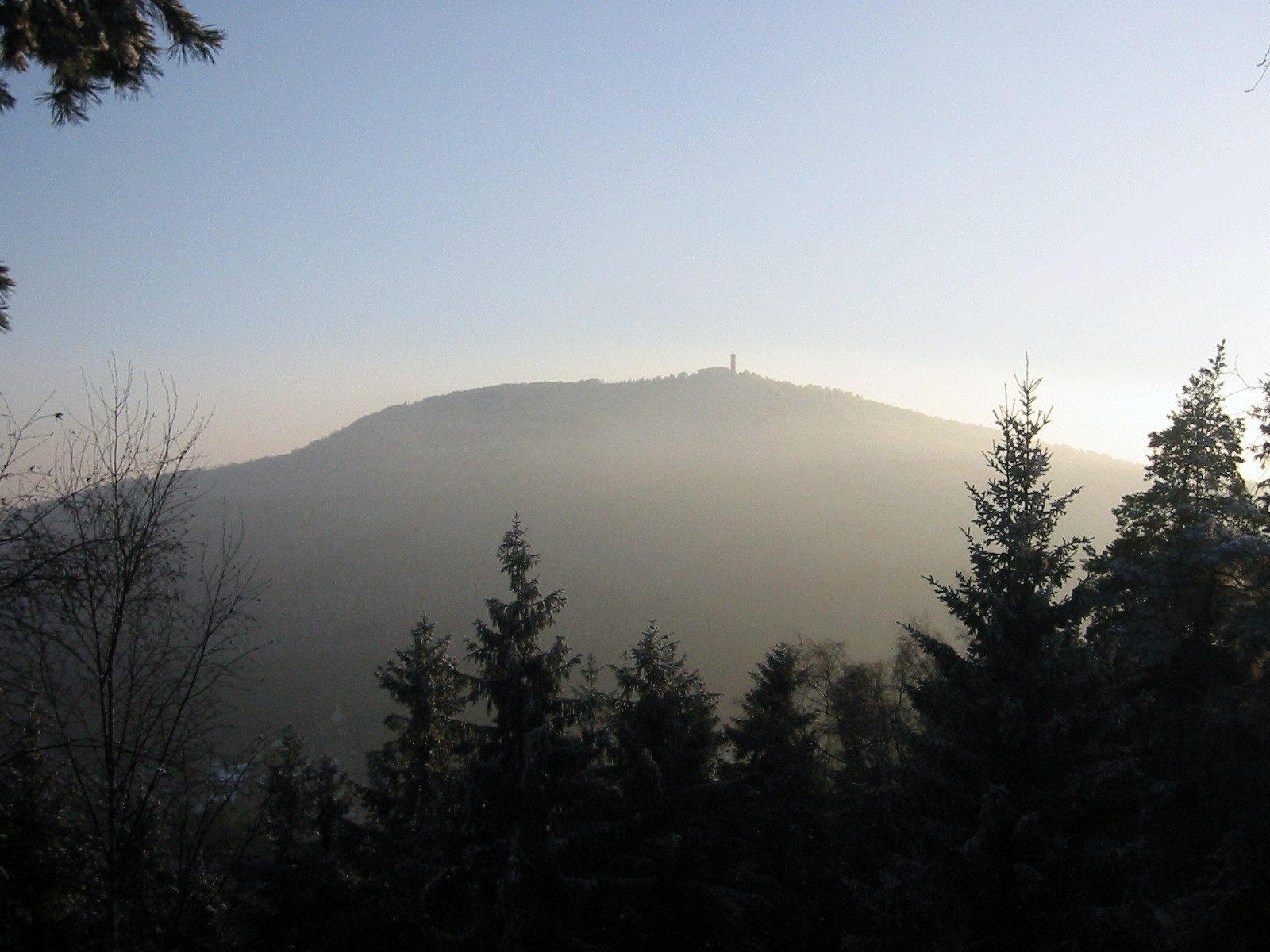
Oltre il monte Hochwald corre il confine con la Cechia
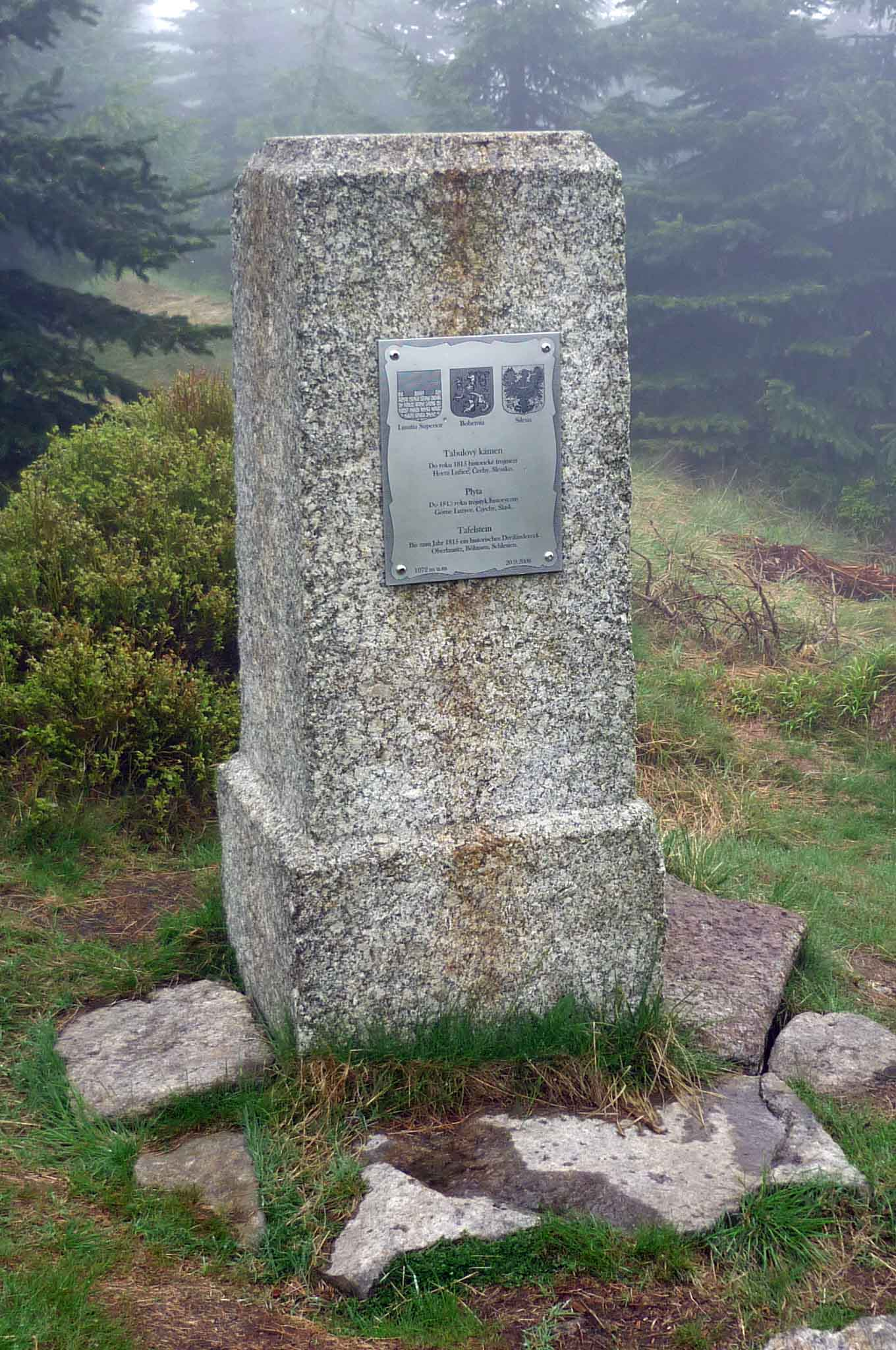
Sul punto più alto dell'Oberlausitz: Tafelstein sui Monti Iser (1072 m)
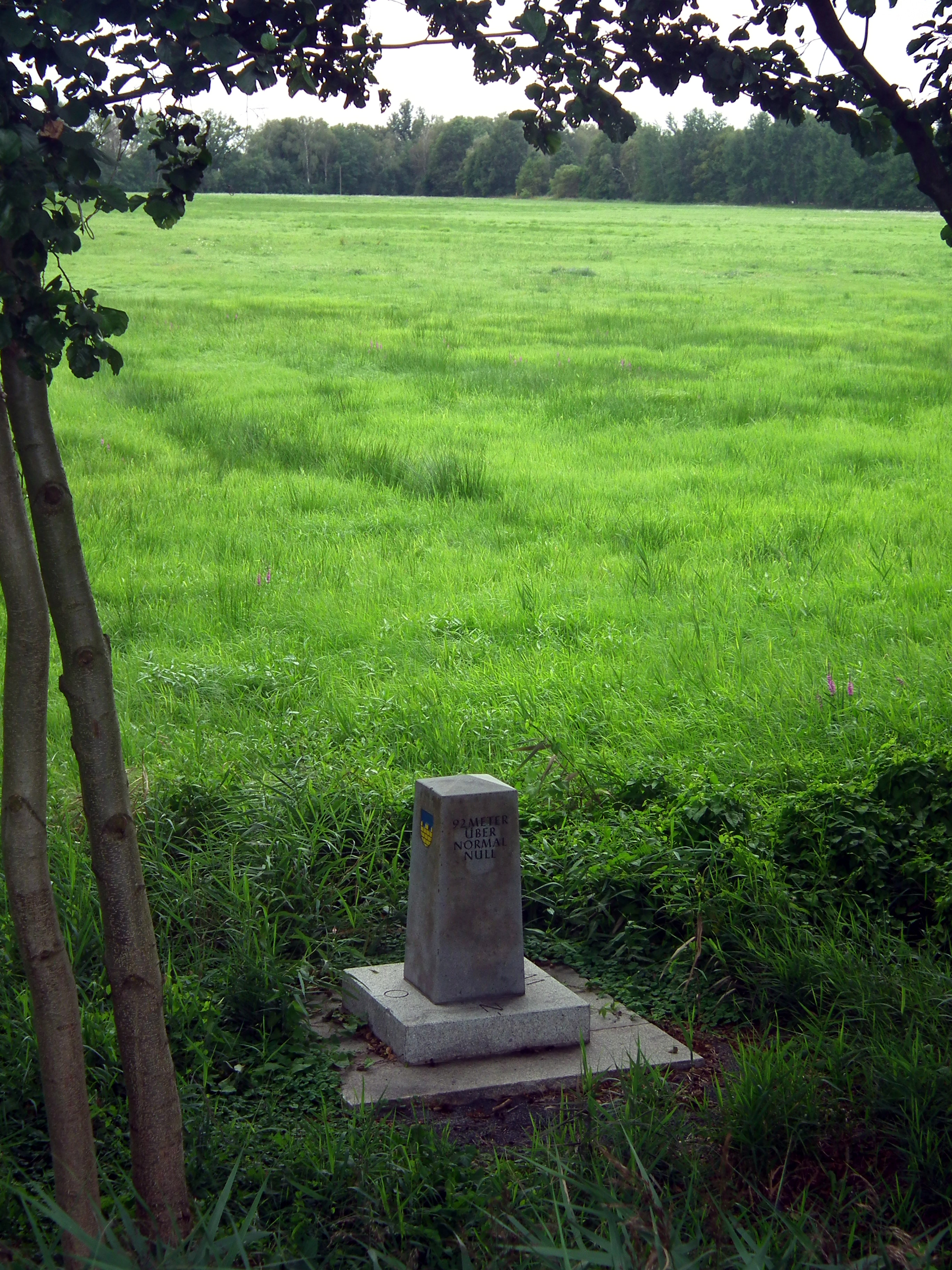
Punto più basso dell'Oberlausitz a Tettau (92 m)

Tutti i corsi d'acqua maggiori dell'Oberlausitz scorrono da sud verso nord. Ad ovest il fiume Pulsnitz formava il confine con la Sassonia.
La Sprea nasce piuttosto a sud del territorio e scorre attraverso Bautzen. La 
Neiße (polacco: Nysa Łużycka) segna oggi il confine tra Germania e Polonia. Essa ha la sua sorgente nei boemi Monti Iser, si dirige verso Zittau, in territorio dell'Oberlausitz, attraversa Görlitz e lascia il territorio presso Bad Muskau, in direzione del Niederlausitz. La maggior parte dei piccoli corsi d'acqua sono chiamati semplicemente Wasser, spesso in combinazione con il nome di una località attraversata.
Ben visibili sono le strette valli tra falesie dette "Oberlausitzer Skalen", al fondo delle quali scorrono corsi d'acqua quali, ad esempio, l'Hoyerswerdaer Schwarzwasser o il Löbauer Wasser. Esse sono state scavate nelle emergenti falesie durante il primo periodo glaciale, nelle zone collinose del territorio montano.
Il confine orientale dell'antico Oberlausitz fu marcato dal Queis, che passa vicino a Lauban e successivamente dirige a nord nel rettitorio della Slesia, sfociando nel Bóbr.
In particolare la zona tra Kamenz e Löbau con Bautzen in centro, era adatta all'attività agricola e ancor oggi essa è piuttosto fertile.
Nel XIX secolo nell'Oberlausitz settentrionale, a est di entrambe le rive della Neiße e intorno a Hoyerswerda fu scoperto il carbone. In particolare la sua estrazione a cielo aperto ha rovinato gran parte del paesaggio.
Attualmente il carbone viene ancora estratto nelle cave di Nochten e di Reichwalde, a sud di Weißwasser, così come nella parte polacca di Turów presso Bogatynia. Molte delle miniere di carbone a cielo aperto vengono ricoltivate dagli anni '70, soprattutto dal 1990 viene attribuito gran valore alla rimessa in produzione degli impianti estrattivi. L'insieme dei conseguenti laghi creatisi e che si creeranno viene chiamato già Lausitzer Seenland.

## Storia

### Origini
Secondo lo stato attuale delle ricerche sulla preistoria europea, la zona dell'Oberlausitz è stata già sfruttata dai cacciatori del mesolitico. Per il neolitico s'intravede la cultura della ceramica decorata a punzone, seguita dalla cultura del bicchiere imbutiforme, della cultura delle anfore globulari e quindi della cultura della ceramica cordata della fine del neolitico.
Lo spettro delle forme della ceramica cordata si lascia intravedere ancora nell'età del bronzo, che inizia con la cultura di Unetice. Durante il neolitico, grazie alla stanzialità, la popolazione crebbe notevolmente e così fu pure durante il periodo di sviluppo creatosi con la invenzione della tecnologia del bronzo. A metà di questa era si sviluppò anche, nell'intera Lusazia, la cosiddetta cultura lusaziana. A quest'ultima seguì la Billendorfer Kultur, dell'età del ferro.

### La denominazione slava
La denominazione del territorio da parte degli Slavi risale al VII secolo. Nel territorio tra le odierne città di Kamenz e Löbau si era stabilita la stirpe dei Milceni. Il loro centro era l'insediamento cittadino nella località ove oggi si trova Ortenburg, nella parte vecchia di Bautzen.
Anche nella valle della Neiße vi è stato presto un insediamento slavo. La popolazione contadina sorba eresse numerose posizioni elevate fortificate, che da una parte fungevano da punto centrale di un insediamento e luoghi di rifugio per fuggitivi e dall'altra erano già sedi abitative della nobiltà slava, che già indica un embrione di feudalesimo.

### Insediamenti tedeschi ad est

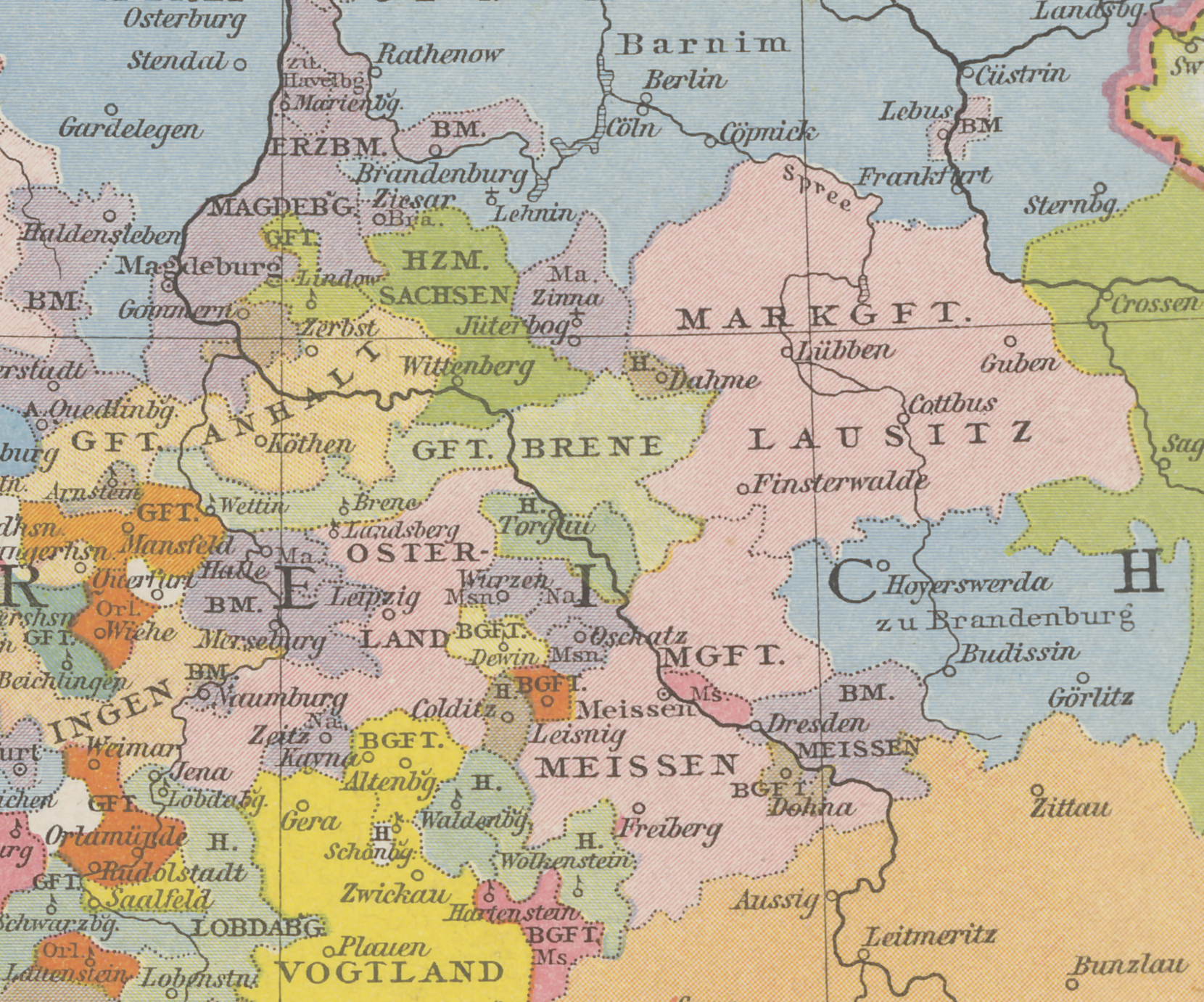
L'Oberlausitz sulla cartina che indica i possedimenti brandeburghesi (ca. 1253–1319)

L'autonomo sviluppo dei Milceni fu violentemente interrotto nel X secolo dall'espansione ad est dei primi stati feudali tedeschi. Il re Enrico I di Sassonia diede inizio, con le sue campagne del 921 e del 922 e del 928 e 929, alla sottomissione manu militari dei Sorbi. I Milceni dal 932 furono obbligati a versamenti di tributi. Dopo il 936 essi poterono, a seguito delle tensioni sorte dopo la morte di Enrico, scuotersi di dosso il predominio del regno dei Franchi Orientali. Solo nel 990 il margravio di Meißen Eccardo I poté sottomettere i Milceni.
Tutte le fortezze d'altura nelle zone di confine furono distrutte e preparate come punti di partenza per ulteriori occupazioni.
Da un punto di vista religioso, l'Oberlausitz fu assegnato alla diocesi di Meißen, fondata nel 968. Nel 1002 il vescovo e cronista Tietmaro di Merseburgo cita per la prima volta la città di Bautzen.
Nel 1091 l'imperatore Enrico IV di Franconia donò cinque località nella terra dei Milceni alla diocesi di Meißen.
Presto però il dominio tedesco si trovò a fronteggiare l'espansione dello stato feudale polacco. Nel 1002 il duca Boleslao I di Polonia riuscì ad estorcere al re tedesco Enrico II il Santo il feudo di Milsca. Dopo numerose campagne militari, rovesci e vittorie da entrambe le parti, si giunse, il 30 gennaio 1018 alla pace di Bautzen e la marca di Lusazia (oggi Niederlausitz) rimase libera da infeudamento e solo nel 1031, con la vittoria di Corrado II il Salico sul re polacco Miecislao II di Polonia, tornò nuovamente sotto il dominio dei margavi di Meißen.
Nel 1076 il re Enrico IV di Franconia subentrò come feudatario al duca di Boemia Vratislao II. Il genero del duca boemo, conte Wiprecht di Groitzsch governò dal 1084 al 1108 la terra dei Milceni autonomamente da Ortenburg.
Per il 1144 è dimostrato che la provincia Zagost, territorio a sud-est di Görlitz, intorno a Seidenberg, era parte della Land Budissin, per cui il futuro Oberlausitz già nel XII secolo aveva raggiunto la sua grande espansione e il Queis rimase a lungo il confine con la Slesia.
Nel 1156 l'imperatore Federico Barbarossa strinse un'alleanza con il duca boemo Vladislao II, per cui gli promise oltre alla corona regale, l'infeudatura della rocca e della terra di Budissin: entrambe la promesse furono realizzate entro due anni. Così ebbe inizio il primo duraturo periodo boemo nella storia dell'Oberlausitz.

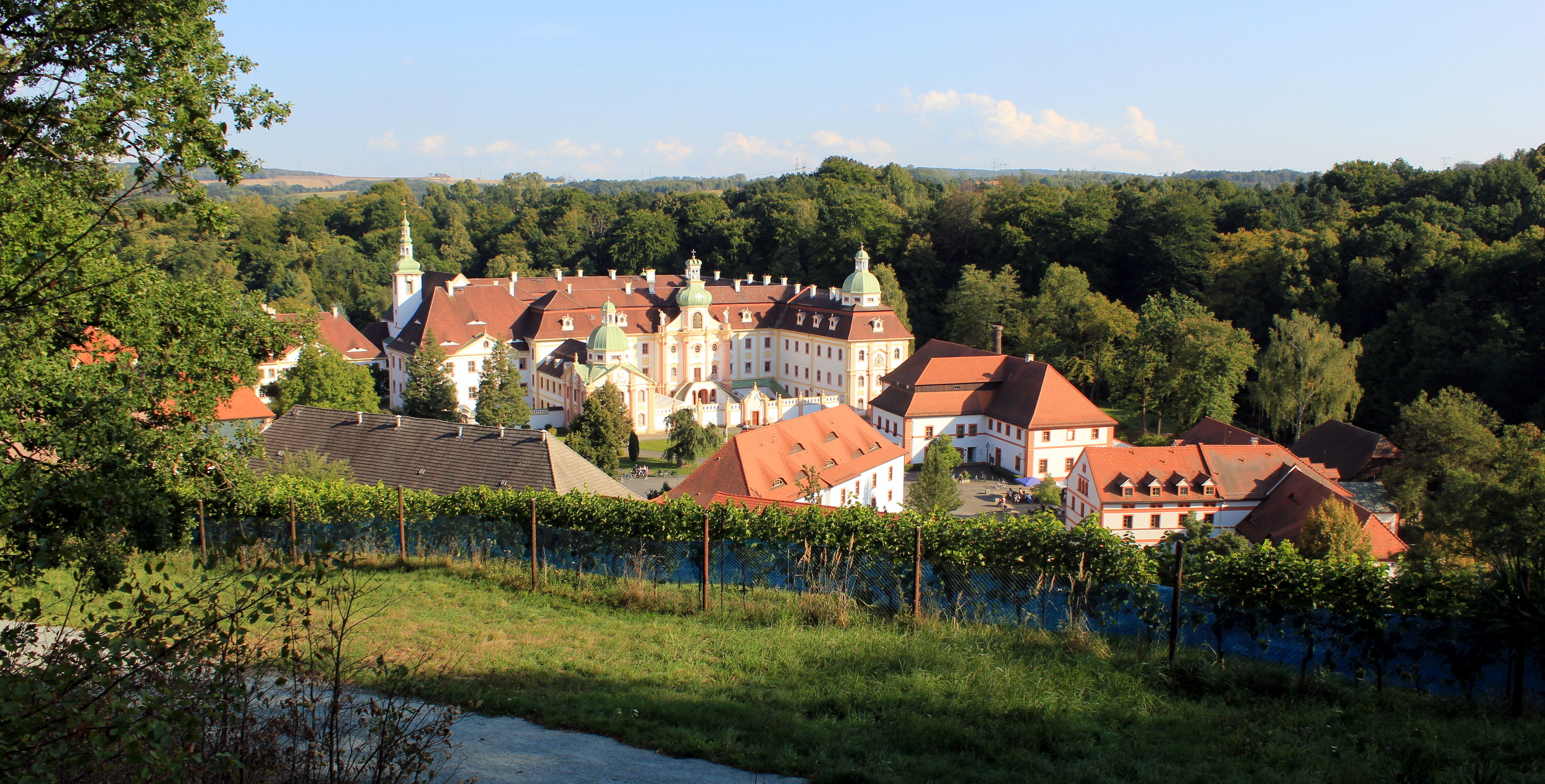
L'abbazia di St. Marienthal, abbazia femminile cistercense dal 1234

Nel primo secolo di governo boemo sorsero – a parte la vecchia Bautzen – tutte le città più importanti dell'Oberlausitz, e anche le più significative istituzioni ecclesiastiche furono fondate in quel periodo.
Il re Ottocaro I di Boemia ed i suoi successori hanno dotato la cattedrale di San Pietro a Bautzen, allestita tra il 1213 e il 1218 dal vescovo Bruno II di Porstendorf, di ricchi arredi. La regina Cunegonda di Svevia sponsorizzò nel 1234 l'abbazia di St. Marienthal, che nel 1244 passò alla diocesi di Praga e Bernhard von Kamenz fondò il secondo convento cistercense della stessa abbazia.
Dal 1100, attraverso il dissodamento, operato soprattutto dai contadino sorbi, il territorio culturale si ampliò. A quei tempi sorsero nuove comunità intorno a Hoyerswerda. Sotto I re boemi si intensificò verso la metà del XII secolo lo sfruttamento agricolo dell'Oberlausitz, che fu stimolato dalla concorrenza fra i re ed i vescovi di Meißen.
Nel quadro della colonizzazione tedesca dell'est furono insediati contadini nel territorio; questi dissodarono grandi estensioni boschive e costituirono nuove comunità locali. Non fu raro nemmeno l'aumento di borgate sorbe nel corso della Ostsiedlung. I nuovi coloni erano giuridicamente meglio tutelati rispetto alla precedente popolazione slava. I coloni tedeschi potevano trasmettere in eredità i loro beni. Essi dovevano solo pagare modesti interessi ai proprietari terrieri e adempiere per loro a pochi servizi. Essi inoltre avevano a disposizione maggiori superfici rispetto ai contadini sorbi dei vecchi insediamenti. I nuovi comuni (in gran parte tedeschi) potevano inoltre sbrigare le loro faccende in relativa autonomia. Anche i sorbi, coinvolti nello sfruttamento delle nuove terre, godevano dei medesimi diritti e privilegi come i coloni germanofoni.
Con l'emigrazione dalle zone a ovest dell'Elba nacque una nobiltà propria dell'Oberlausitz. Questa teneva sotto controllo il territorio per conto del re o del margravio e riceveva in contropartita l'assegnazione di un feudo. La nobiltà consisteva solo in costoro, poiché dopo l'occupazione tutta la terra apparteneva al re.
Liberi signori terrieri per allodio, che in Boemia componevano gran parte della nobiltà, non esistevano nella terra di Budissin. Lo sviluppo di una nobiltà ministeriale era impossibile nell'Oberlausitz, poiché qui mai ci fu una corte dei signori della terra e di conseguenza nessun impiego corrispondente.
Nel 1241 I confini tra i possedimenti della diocesi di Meißen e quelli della corona boema furono regolati da un accordo.

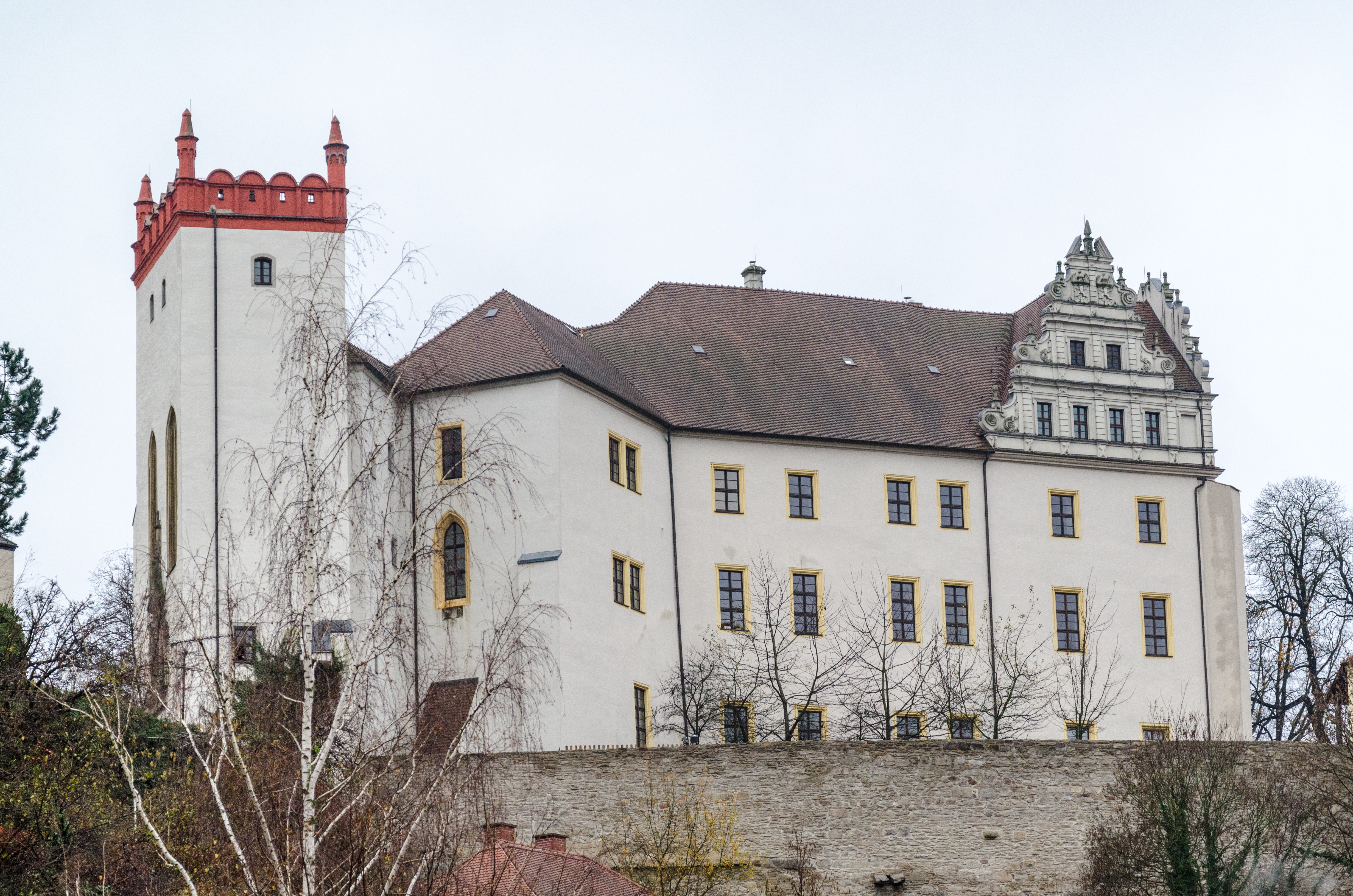
L'Ortenburg a Bautzen, sede del Vogt della "Terra di Budissin" (più tardi denominata Oberlausitz)

Tra il 1253 (decesso del re Venceslao I di Boemia) e il 1262 (prima documentazione nota sugli Ascanidi) la signoria sulla Terra di Budissin passò agli Ascanidi. Né il vero momento del passaggio ereditario né la riforma delle proprietà, feudi o beni dotali possono essere determinati con sicurezza.
Con l'incarico di Vogt come rappresentanti del signore proprietario del territorio, gli Ascanidi riuscirono ad ottenere il più importante ufficio di supremazia nell'Oberlausitz.
In linea di massima i poteri di burgravio e di magistrato locale durante il periodo boemo erano concentrati in una sola persona e tuttavia ancora ampliati. Il Vogt, come rappresentante del signore del territorio svolgeva il compito di massimo livello: egli decideva sugli affari del feudo, presiedeva il tribunale ed era il comandante militare locale.
Tutto sommato i poteri di base del Vogt rimasero immutati fino alla guerra dei trent'anni, benché durante questo lungo periodo le prassi amministrative fossero più volte mutate.
Durante il periodo di comando degli Ascanidi l'evento più significativo fu la suddivisione dell'Oberlausitz in due parti, la Terra di Budissin e quella di Görlitz, effettuata dal margravio Ottone IV di Brandeburgo nel 1268. Che fece ancora rivivere tra il 1377 e il 1396 quell'ampia autonomia goduta da entrambi i territori fino al 1329 nel ducato di Görlitz. Nel territorio di Görlitz vennero conseguentemente tenuti alcuni incontri fra i nobili locali, e tale abitudine rimase anche dopo la riunificazione delle due parti di territorio. Görlitz, quale punto centrale del territorio orientale guadagnò rapidamente d'importanza e si sviluppò come la città economicamente più forte dell'intero Oberlausitz.
Dopo l'estinzione degli Ascanidi del 1319, i principi dei territori confinanti rivendicarono per sé l'Oberlausitz, quindi anche il re di Boemia Giovanni I, del casato dei Lussemburgo.
A Giovanni l'imperatore Ludovico il Bavaro diede in feudo la "Terra di Budissin"; le parti orientali del territorio divennero bene dotale per Enrico I di Świdnica, duca di Jauer, che lo cedette poi nel 1329 al re di Boemia, eccetto la zona di Lubań. Nello stesso anno Giovanni incorporò la terra et civitas goerlic della corona boema. Ciò significa che l'Oberlausitz fu giuridicamente strettamente e durevolmente legato al regno di Boemia, senza che il suo ordine interno ne venisse intaccato.

### Lega delle sei città

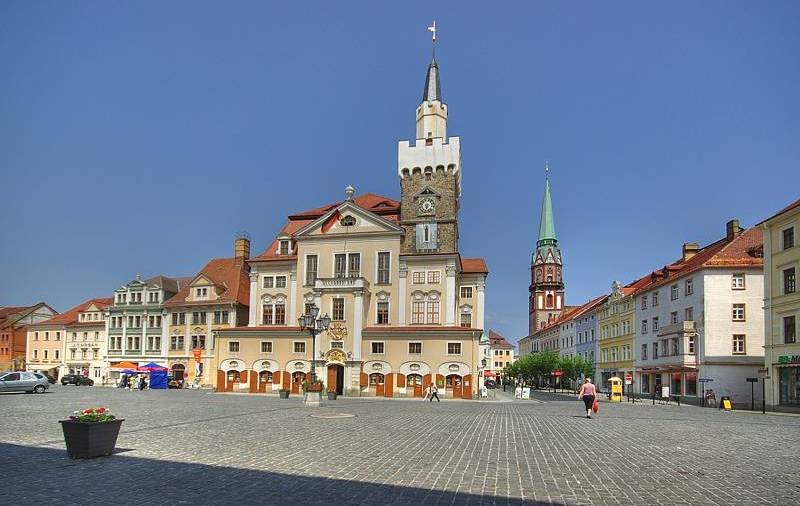
La piazza del mercato di Löbau con il municipio e la chiesa di San Nicola.

Nel 1346 le cinque città reali dell'Oberlausitz, Bautzen, Lauban, Löbau, Görlitz, Kamenz e la città ex boema di Zittau fondarono la Lega delle Sei Città dell'Alta Lusazia.
Le forze unite delle città dovevano assicurare la Landfrieden e prevenire gli attacchi dei cavalieri predoni. Ciò rientrava anche negli scopi dei sovrani e dell'imperatore Carlo IV in particolare, che sostenne le città con numerosi privilegi.
Le sei città potevano a questo riguardo in seguito imporsi sulla nobiltà. Con la loro prosperità economica aumentò anche la loro influenza politica. Esse poterono, nei due secoli successivi, con l'acquisto di numerose località, portare una quota notevole della pianura sotto il diretto dominio del Consiglio della città. Inoltre imposero il loro diritto sulla nobiltà nelle loro periferie.

### La guerra degli ussiti

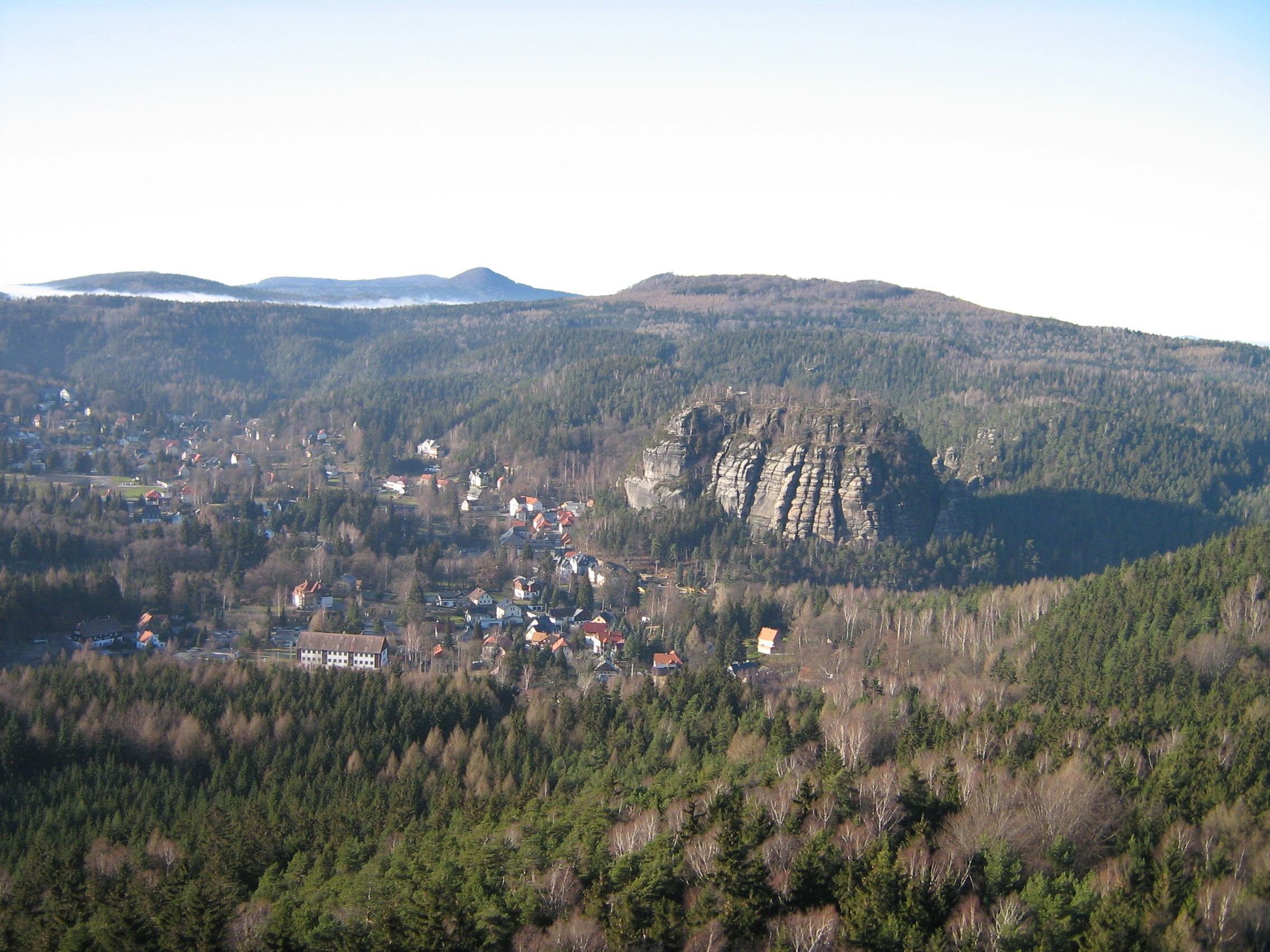
Una rocca attaccata durante la guerra ussita e le sue rovine sul monte Obyn

Quando in Boemia, all'inizio del XV secolo scoppiò la rivolta degli Ussiti, l'Oberlausitz vi si oppose. In accordo con l'imperatore Sigismondo di Lussemburgo e con la Bassa Lusazia fu condotta una guerra contro l'esercito ussita.
Kamenz, Reichenbach, Löbau, Zittau e Lauban furono occupate e saccheggiate dagli ussiti. Solo le due grosse città di Bautzen e Görlitz poterono sostenere l'assedio. Durante questa guerra i legami dell'Oberlausitz con la corona Boema si allentarono e a causa della debolezza del regno le classi del margraviato poterono regolare ampiamente i loro affari senza intromissioni regali. A quel tempo si sviluppò l'assemblea dell'Oberlausitz come lo strumento più importante per una stabile libertà.
Nel 1469 i ceti dell'Oberlausitz presero le distanze dal re di Boemia Giorgio, poiché questi aveva aderito all'Utraquismo, che il Papa aveva giudicato eretico anche nella sua forma più moderata.
Gli abitanti dell'Oberlausitz riconobbero come re l'ungherese Mattia Corvino, che portò sotto il suo dominio tutti i territori boemi (Moravia, Slesia e Lusazia) ma non poté mai conquistare la stessa Boemia. Fino alla pace di Olomouc (1479) essi presero parte alla guerra per il trono boemo.
Mattia cercò di amministrare le sue terre in modo più efficiente. Nella Slesia egli insediò un Capo del territorio, al quale furono sottoposti anche gli abitanti della Lusazia. I ceti più alti dell'Oberlausit videro in questo provvedimento un pericolo per la loro autonomia.
Con la morte del Corvino nel 1490 l'Oberlausitz divenne anche di fatto, nuovamente, una parte importante del regno boemo. L'odiato vogt Georg von Stein, subito dopo la morte del suo signore fu cacciato dalla sua sede di Ortenburg a Bautzen.

### Assemblea dell'Oberlausitz
Alla fine del XV secolo il sistema die margaviati fu ampiamente rivisto. Rappresentante dei signori del territorio fu il Landvogt, che fu scelto tradizionalmente tra i nobili delle terre della corona boema. Prima del 1620 solamente una volta un abitante dell'Oberlausitz divenne Landvogt.
A Bautzen e Görlitz c'era ancora un capo dell'amministrazione. Questi tre funzionari costituivano, con alcuni segretari, l'intera amministrazione regia.
Centro del potere del territorio era la stabile Assemblea dell'Oberlausitz. Da metà del XIV secolo fino alla divisione dell'Oberlausitz a seguito del Congresso di Vienna l'assemblea si costituì dai due ceti insieme, sotto la quale stavano come primo ceto le signorie locali, i cavalieri, il capitolo del duomo di San Pietro di Bautzen, i cistercensi delle abbazie di Marienstern, Marienthal e di quella delle Maddalene di Lauban, come quale secondo ceto stavano le città, tra cui quelle della Lega delle Sei Città dell'Alta Lusazia.
Ogni ceto si riuniva per sé medesimo, il primo in determinati giorni, le città in altri e nessuna decisione generale poteva essere presa senza un previo accordo.
Il tribunale di livello più elevato, il Tribunale del territorio e delle città, era istituito insieme dai due ceti. Un suo verdetto era sufficiente. Non era possibile appellarsi al tribunale regio di Praga.
Tra nobili e ceti vi furono, nel XV secolo e all'inizio del XVI, dei conflitti che erano portati di fronte al tribunale, dato che ogni ceto tendeva ad imporre tasse sulla proprietà terriera.
Il tentativo della nobiltà di stabilire insieme ai cavalieri, ai prelati e ai borghesi un ulteriore ceto, fallì.

### Formazione della denominazione Oberlausitz
A differenza della successiva Bassa Lusazia (Niederlausitz), all'antica terra della Lusazia mancava la denominazione della terra di Milceni. Per la zona tra il Pulsnitz a ovest e il Queis a est si usavano fino al XVI secolo diverse denominazioni, quali "l'intera Terra di Budissin" o "la Terra di Budissin e di Görlitz".
Che la fondazione della Lega delle Sei città nel 1346 abbia condotto subito ad una nuova denominazione del territorio, dipende insieme dal fatto, che ad appartenevano non solo le città regie di Bautzen, Görlitz, Lauban, Löbau e Kamenz, bensì anche la boema città di Zittau, che solo a seguito di questa alleanza fu incorporata nel margraviato di Bautzen.
A quel tempo si impose anche per il margraviato la denominazione di "Terra delle sei città" o brevemente "Sei città", nella forma del greco antico Hexapolis o Terra hexapolitana.
La formazione dell'attuale nome del territorio non è originata da dimostrazione di città e ceti quali portatori di un'identità regionale, bensì dall'esterno. Dal XV secolo il nome Lusatia dell'odierna Niederlausitz fu sempre più frequentemente diffuso. Per la prima volta il nome Lusatia venne utilizzato nella matricola dell'Università di Lipsia, fondata nel 1409, per l'intera, attuale Lusazia. Nel 1474 si sottolineò per la prima volta nella Cancelleria del re ungherese Mattia Corvino il territorio della Lega delle sei città come Lusatia superior, ovvero Oberlausitz. Solo nella metà del secolo successivo il territorio venne via via sempre di più chiamato così dai suoi abitanti.

### La riforma protestante

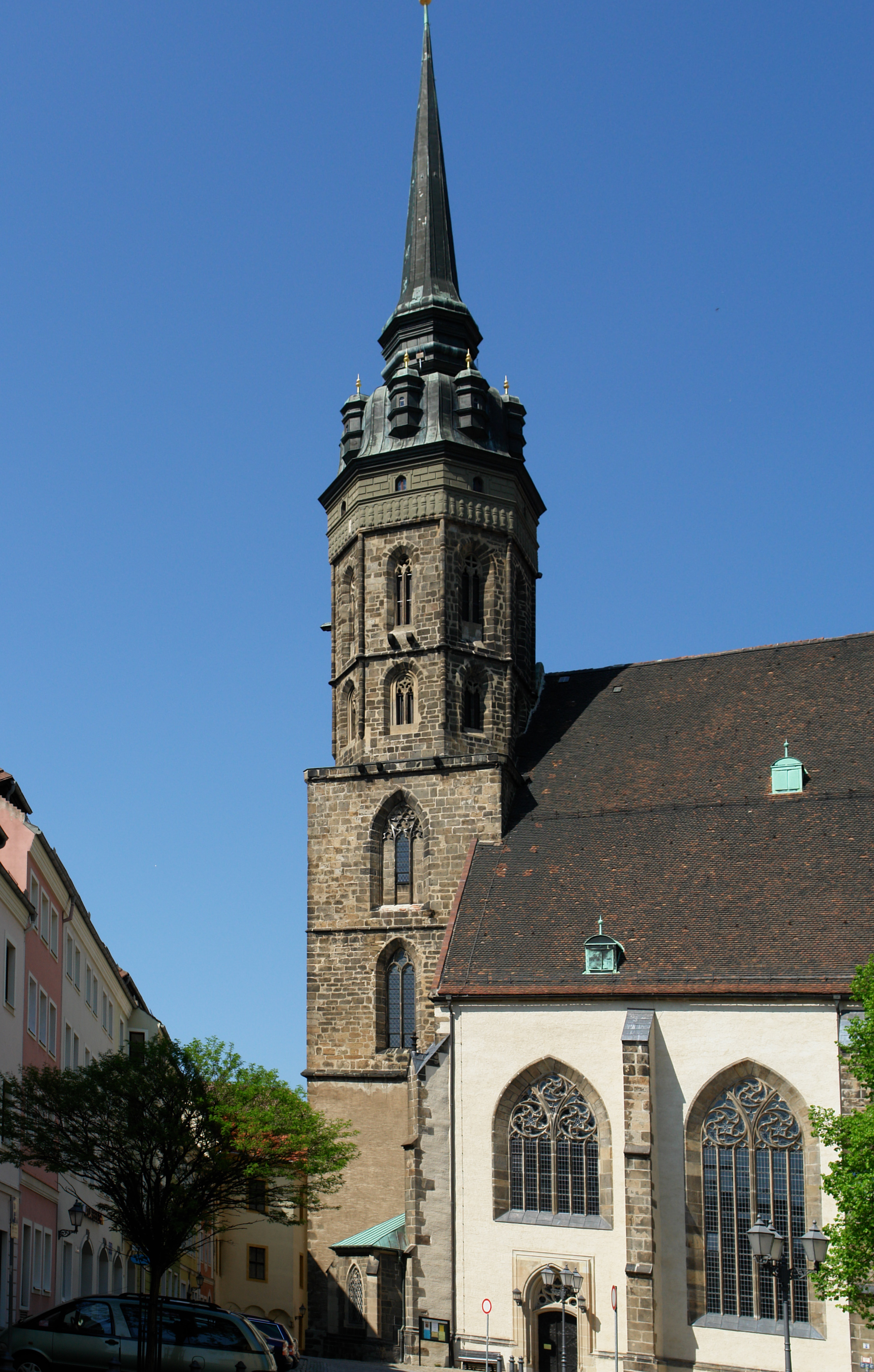
Il duomo interreligioso di San Pietro a Bautzen

Solo pochi anni dopo l'affissione delle 95 tesi di Martin Lutero nella chiesa del castello di Wittenberg (1517) il patrimonio ideologico della riforma si diffuse anche nell'Oberlausitz.
A Görlitz, Zittau e Bautzen vennero tenute nel 1520 e 1521 le prime prediche evangeliche. La nobiltà e i membri dei consigli delle città tuttavia ne provarono scarso interesse e cercarono di impedirne la diffusione. Anche il re si schierò contro gli sforzi riformatori nella Lusazia con duri ordini. Ma a Görlitz e Bautzen le autorità cittadine cedettero alla pressione popolare e introdussero ufficialmente la Riforma negli anni 1523 e 1524.
I cambiamenti verso la nuova Chiesa furono compiuti solo in piccoli, prudenti scritti. Particolarmente le Collegiate di Bautzen vi si opposero con successo e restarono a tempo indeterminato cattoliche.
Complessivamente ci vollero secoli prima che l'insegnamento luterano finalmente s'imponesse nella maggior parte delle parrocchie del territorio. Ciò fu dovuto al fatto che i principi del territorio non introdussero la Riforma, bensì i consigli delle città e i nobili terrieri, che prescrissero la nuova confessione alle chiese sotto il loro patronato e in questo modo decisero l'accostamento al protestantesimo.

### Gli Asburgo dal 1526 al 1635
| Imperatore Ferdinando I    | 1526–1564    |
| Imperatore Massimiliano II | 1564–1576    |
| Imperatore Rodolfo II      | 1576–1611    |
| Imperatore Mattia          | 1611–1619    |
| König Federico I           | 1619–1620/21 |
| Imperatore Ferdinando II   | 1620/21–1635 |

Dopo la morte del re di Boemia e di Ungheria Luigi II nella battaglia di Mohács del 1526 gli stati generali boemi scelsero come re di Boemia Ferdinando I, che in tale qualità divenne anche signore del territorio dell'Oberlausitz.
Tuttavia i ceti avevano già riconosciuto lui come sovrano erede, poiché era il cognato di Luigi II. Il nuovo re nominò Vogt Zdislav Berka von Dubá, che ricopriva già l'incarico di amministratore delle terre alla corte di Praga.
Per prima cosa, i comportamenti all'interno dell'Oberlausitz cambiarono in misura insignificante. Come sempre fu il contrasto fra la nobiltà terriera e le sei città a definire la vita politica. Il confronto fu condotto con tutti i mezzi consentiti dalla diplomazia. Entrambe le parti cercarono di tirare verso di sé il re. Ferdinando però sbagliò ripetutamente le sue decisioni. Così, grazie alla mediazione dei funzionari regi a Praga nel 1530 e nel 1534, si giunse a due accordi: uno fu favorevole alla nobiltà e l'altro alle città. In questo modo non fu possibile trovare un accomodamento duraturo.

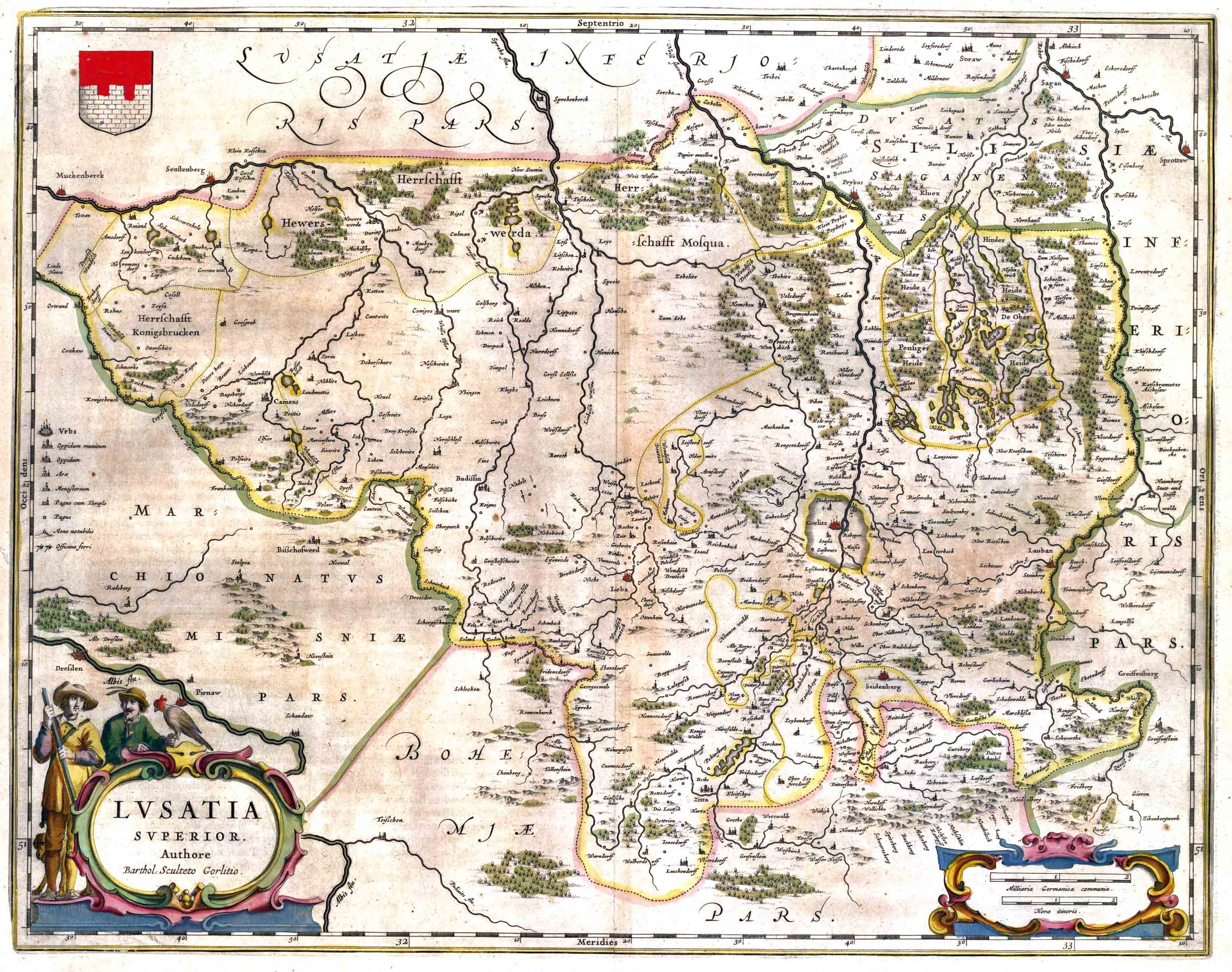
Carta dell'Oberlausitz (1635), da un modello di Bartholomäus Scultetus.

L'inconsistente politica per l'Oberlausitz di Ferdinando fu responsabile della difficile situazione generale. Da una parte egli dovette sostenere conflitti con i ceti ultraquisti in Boemia, dall'altra aveva bisogno di loro per poter finanziare le guerre contro i turchi. Così le imposte regie salivano costantemente e ora i funzionari di Ferdinando avanzavano quasi annualmente pretese davanti alle assemblee dell'Oberlausitz.
Il re però non poteva permettersi, d'indisporre indefinitamente i ceti.
Una estensione dei poteri dei proprietari terrieri non era nemmeno pensabile in quelle circostanze. Anche contro un protestantesimo sempre più aggressivo il re cattolico poteva ben poco.

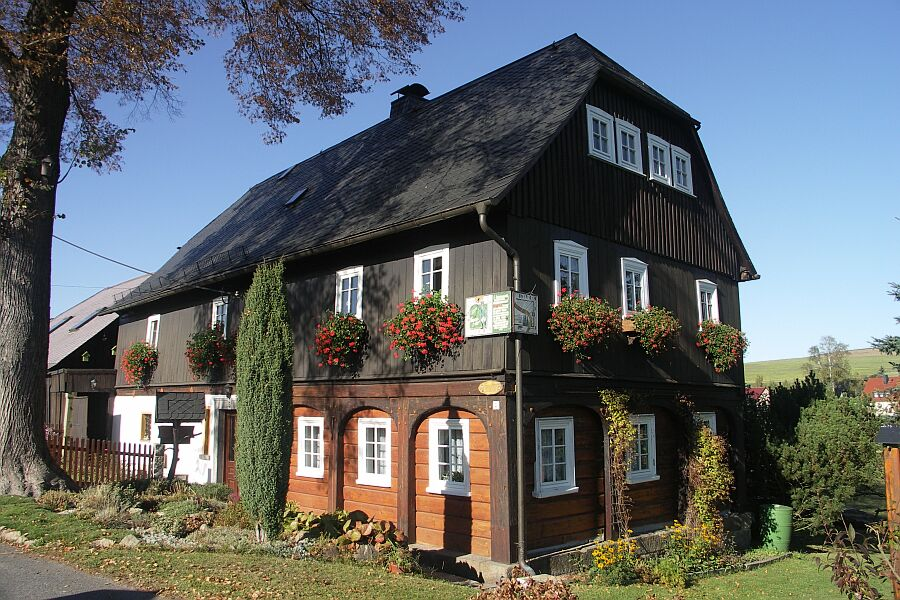
Una tipica casa dell'Oberlausitz a Sohland an der Spree.

Nel 1537 Ferdinando I visitò per la prima volta nel suo vasto regno l'Oberlausitz. Egli si trattenne brevemente a Bautzen e Görlitz e ricevette a Ortenburg l'omaggio del territorio. In questa occasione proprietà terriere e città videro confermati i loro privilegi, cosicché gli accordi conclusi qualche anno prima a Praga risultarono obsoleti.
Nel 1546 l'Oberlausitz fu coinvolto nella guerra di Smalcalda, alla quale re Ferdinando prese parte a fianco del fratello Carlo V d'Asburgo. Mentre i ceti ultraquisti boemi rifiutarono apertamente l'obbedienza al re e non scesero in campo contro la protestante lega di Smalcalda, proprietari terrieri e città dell'Oberlausitz rimasero in attesa. I ceti maggioritari evangelici si videro però costretti nel 1547 a mettere a disposizione di Ferdinando truppe e denaro, sebbene il teologo di Wittenberg Johannes Bugenhagen, nel suo "Ammonimento cristiano" avesse sollecitato vivamente i paesi protestanti a non combattere contro i compagni di fede.
Per caso le sei città si attirarono l'ira del re Ferdinando. Essi avevano concesso le loro truppe per soli due mesi e quando fu ora essi si ritirarono dall'accampamento verso l'Elba. Combinazione era proprio la vigilia della decisiva battaglia di Mühlberg. L'ordine di tenere nuovamente i soldati in formazione di combattimento non riuscì a raggiungere quelli delle sei città. Quando la guerra contro i principi della lega di Smalcalda fu vinta, Ferdinando I chiamò a giudizio a Praga i rappresentanti delle sei città e li accusò di averlo tradito. In una specie di processo-spettacolo le sei città furono condannate e persero tutti i loro privilegi e tutte le proprietà delle loro terre. In più dovettero sborsare a Ferdinando, a titolo di punizione, l'enorme somma di 100 000 fiorini. Questa conclusione fu chiamata dagli storici Oberlausitzer Pönfall. La potenza delle sei città fu spezzata e da quel momento esse non ebbero più alcuna preponderanza sul territorio.
Gli anni successivi furono segnati dagli sforzi delle città per recuperare le buone posizioni perdute.
Così numerosi fondi agricoli, che nel Pönfall erano stati ceduti al re, furono riacquistati e numerosi vecchi privilegi furono rinnovati dalla cancelleria di corte di Praga.
Già dal 1560 le sei città poterono reistituire i loro Consigli e i cavalieri. Nello stesso anno i ceti si accordarono con il re nel cosiddetto "Trattato dell'Oberlausitz", un documento in cui erano stabiliti i numerosi diritti delle città e che re Ferdinando riconobbe ufficialmente.
Nel 1562 Ferdinando I concesse il diritto superiore ai ceti. Da allora tutta la nobiltà, e anche, nuovamente, le sei città ebbero il completo potere giudiziario sui loro sudditi. Così terminarono i cambiamenti che Ferdinando aveva apportato all'Oberlausitz.
Così la situazione della metà del XVI secolo rimase tutto sommato immutata fino al 1815 e disciplinò il comportamento dei ceti fra loro e anche quelli dei proprietari terrieri.

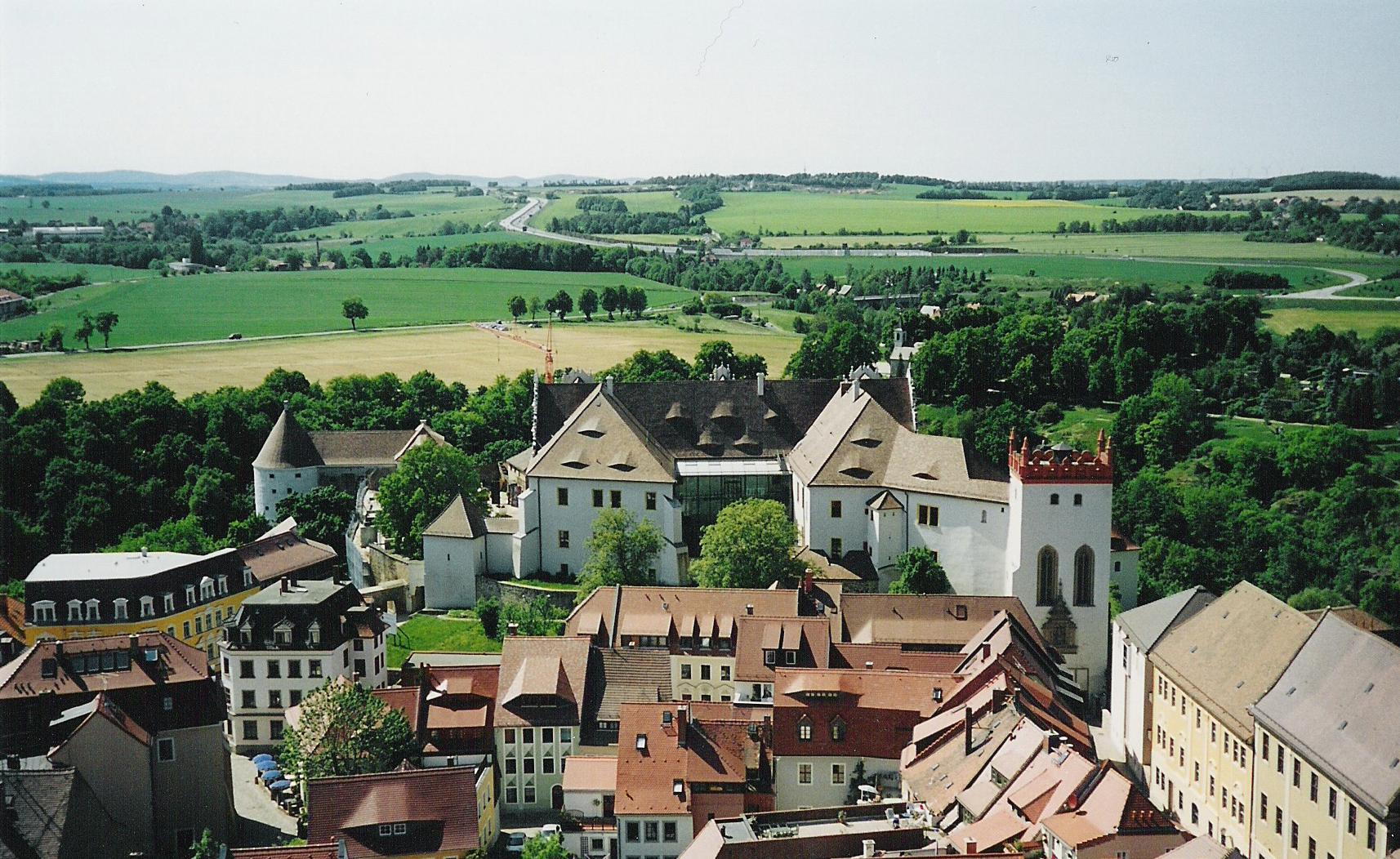
Ortenburg in Bautzen è dal XVII secolo sede del Tribunale

Nel 1549, con Christoph von Dohna fu per la prima volta nominato Vogt un nobile dell'Oberlausitz protestante. Tuttavia questi si rese presto malvisto dalla nobiltà e dai ceti poiché era corrotto e non amministrava correttamente il tribunale. I ceti lo accusarono presso il re a Praga, ma egli morì (1560) durante il processo. Da allora e fino alla guerra dei trent'anni furono chiamati a coprire l'incarico di Vogt, seguendo un'antica tradizione, solo nobili boemi o slesiani.
Fin dagli anni cinquanta si giunse ad una stabilizzazione delle istituzioni cattoliche rimaste nel territorio. Ciò grazie alla politica attuata in servizio nel 1559 dal decano del duomo Johann Leisentrit.
L'imperatore Ferdinando lo aveva nominato commissario per gli Affari religiosi nell'intera Lusazia, così che egli fu nominalmente autorità unica sia per i cattolici che per i protestanti. Egli utilizzò questa posizione per salvaguardare le parrocchie cattoliche ancora rimaste, tuttavia si comportò, nei confronti degli evangelici, con molta tolleranza.
Quando l'imperatore Massimiliano II nel 1564 subentrò come successore del padre anche nell'Oberlausitz, concesse ai ceti, per la prima volta ufficialmente, la Confessio Augustana. Questa garanzia fu poi sempre rinnovata dai suoi successori.
Formazione e cultura presero nella seconda metà del XVI secolo nuovo slancio. Nelle città di Görlitz, Zittau e Bautzen furono fondati ginnasi, che venivano frequentati non solo dai figli della borghesia ma sempre più frequentemente anche da quelli dei nobili dell'Oberlausitz, della Boemia e della Bassa Slesia.
Anche nelle città di Löbau, Kamenz, Lauban e nelle stesse piccole città della campagna vennero istituite scuole.
Il borgomastro di Görlitz, Bartolomeo Sculteto realizzo alla fine del secolo la prima carta geografica dell'Oberlausitz.
Alla fine del XVI secolo si acuirono in Europa e non per ultimi in Boemia i conflitti religiosi. Nelle terre della corona boema ciò fu dovuto ai progressi della Controriforma, che il Nunzio apostolico, l'arcivescovo di Praga, il vescovo di Olomouc e particolarmente i gesuiti realizzarono. L'altra causa consistette nel rafforzamento del calvinismo, che non era compreso nella libertà religiosa asburgica. Nei territori boemi e austriaci il conflitto religioso era inoltre sovrapposto alla disputa sul potere dello stato.
All'inizio del XVII secolo i rapporti dei ceti con il sovrano Rodolfo II. Vi era forte scontento a causa della costante crescita dei tributi imposti a causa delle guerre turche, poiché l'imperatore non riusciva a alcun risultato concreto.
Dopo che i protestanti della Slesia e della Boemia, che grazie al fraterno dissidio asburgico erano riusciti a strappare nel 1609 all'indebolito imperatore la lettera di maestà e per questo erano stati riconosciuti loro diritti religiosi sul territorio, anche gli abitanti dell'Oberlausitz vollero un simile documento, ma i loro sforzi in merito rimasero senza risultato.
Anche l'imperatore Mattia d'Asburgo, che nel 1611 era succeduto a Rodolfo II sul trono boemo, negò ai protestanti dell'Oberlausitz una "lettera di maestà". Questa fu uno dei motivi più importanti che spinsero l'Oberlausitz nel 1618/19 ad unirsi alla ribellione dei nobili boemi dopo la Defenestrazione di Praga del 1618. Quando i disordini in Boemia ebbero inizio, i ceti dell'Oberlausitz rimasero in primis passivi. Essi ignorarono i pressanti appelli dei Boemi, affinché li appoggiassero nella guerra contro gli Asburgo. Solo dopo la morte di Mattia d'Asburgo, avvenuta nel 1619, essi cambiarono politica. Entrarono quindi nella Confederazione boema e furono coinvolti nella destituzione di Ferdinando II da re di Boemia e nella proclamazione di Federico V del Palatinato.
Scopo dei ceti protestanti del margraviato era quello di rendere l'Oberlausitz una provincia totalmente protestante. Essi volevano eliminare la Collegiata del Duomo di Bautzen, nella quale erano incluse poche parrocchie locali cattoliche ed infine fondare una Chiesa protestante del territorio.
Tuttavia il rischio militare e i conseguenti costi associati per l'allestimento di un esercito che appoggiasse Federico V del Palatinato, incalzato dalla Lega cattolica, tolsero loro ogni volontà in merito e quando la guerra si estese all'Oberlausitz, non si trovarono nelle condizioni di sostenere una resistenza efficace. Così non costò molti sforzi al Principe elettore Giovanni Giorgio I di Sassonia, alleato di Ferdinando II, occupare l'Oberlausitz tra settembre 1619 e gennaio 1620.
Per il suo aiuto militare contro i rivoltosi boemi al Principe elettore sassone fu promesso un risarcimento finanziario. In caso di mancato pagamento, la Lusazia doveva essere affidata in pegno ai Wettin.
Ferdinando II non poteva pagare e nel 1623 dovette cedere entrambi i margraviati dati in pegno.
Così l'Oberlausitz sfuggì alla controriforma imperiale, che negli anni venti del XVII secolo in Boemia e Moravia condusse al divieto del credo e della Chiesa protestante. In seguito giunsero nell'Oberlausitz numerosi profughi religiosi. Essi si stabilirono prevalentemente a Zittau e nelle località vicine nella zona montuosa della Lusazia e si occuparono colà della loro solerte attività artigianale per un rilancio economico.

### Sotto i Principi elettori di Sassonia dal 1635 fino alla divisione del 1815

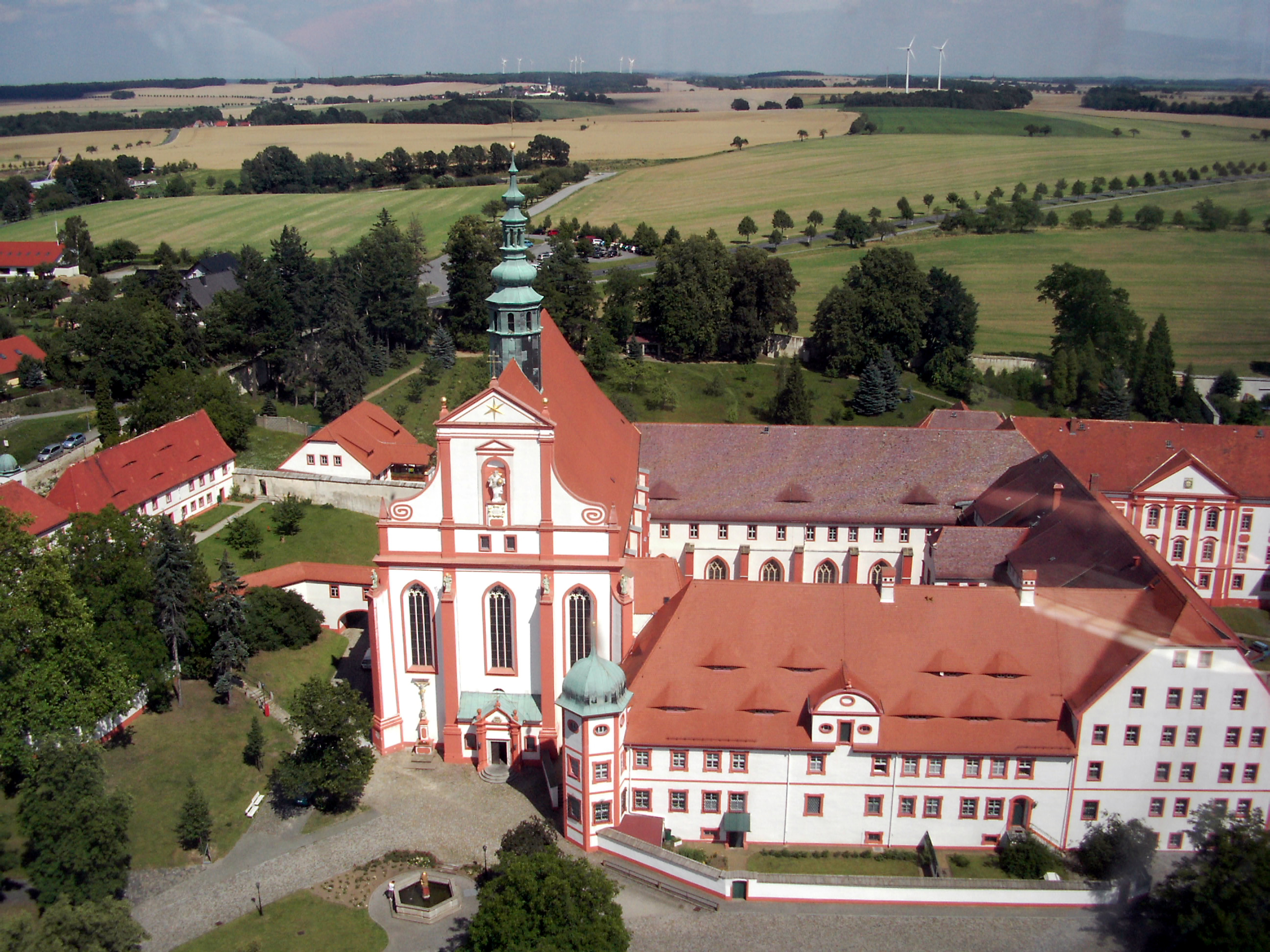
L'abbazia di St. Marienstern.

La Pace di Praga del 1635 annesse l'intera Lusazia (Alta Lusazia e Bassa Lusazia) al Principato Elettorale di Sassonia.
L'Oberlausitz fu consegnato al Principe elettore sassone Giorgio I in base ad un allegato al documento principale che sanciva la pace di Praga, detto Traditionsrezess (Rinuncia alla tradizione), a Görlitz tra il 14 e il 24 aprile 1636, rompendo così la tradizione che lo voleva parte dei feudi ereditari della Boemia. A questo venne collegata la norma, che i rapporti religiosi nel Margraviato dell'Oberlausitz sarebbero rimasti intoccati e i ceti avrebbero mantenuto i loro diritti.
L'Oberlausitz rimase così legalmente un territorio autonomo e poté non doversi mescolare al nucleo sassone.
Nel 1666 Giovanni Giorgio II di Sassonia fondò nell'Oberlausitz, nel quale vi era il diritto di battere moneta, la zecca di Bautzen, per avere una moneta idonea ai commerci fra Slesia e Boemia. Poiché i ceti sassoni, a causa della diminuzione di valore del conio, avanzarono riserve e non si verificarono i guadagni sperati dal conio, già nell'anno seguente la zecca fu chiusa e le sue attrezzature trasferite nella zecca di Dresda.
La libertà religiosa non solo ebbe come conseguenza la permanenza nell'Oberlausitz evangelico delle abbazie di St. Marienstern (Panschwitz-Kuckau) e di St. Marienthal (Ostritz), bensì anche i boemi profughi per ragioni religiose vi si insediarono. Un noto insediamento fu quello dei Moraviani.
Nel 1779 fu fondata la Società scientifica dell'Oberlausitz da parte di Adolph Traugott von Gersdorf e di Karl Gottlob Anton, nel 1811 il commerciante di stoffe Johann Gottlieb Kretzschmar fondò la Società ornitologica di Görlitz, oggi Società di Scienze Naturali dell'Oberlausitz. Con la battaglia di Bautzen dei giorni 20 e 21 maggio 1813 Napoleone Bonaparte conseguì la sua ultima grande vittoria.

### L'Oberlausitz sassone e prussiano (1815–1945)

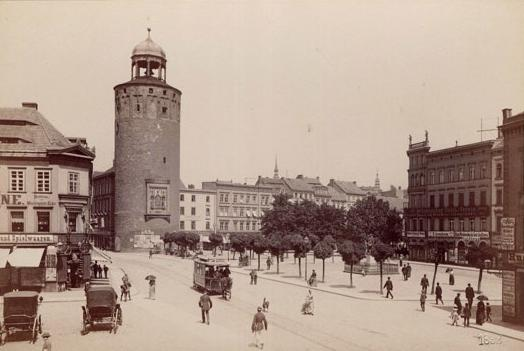
I tempi della fondazione nella Görlitz prussiana

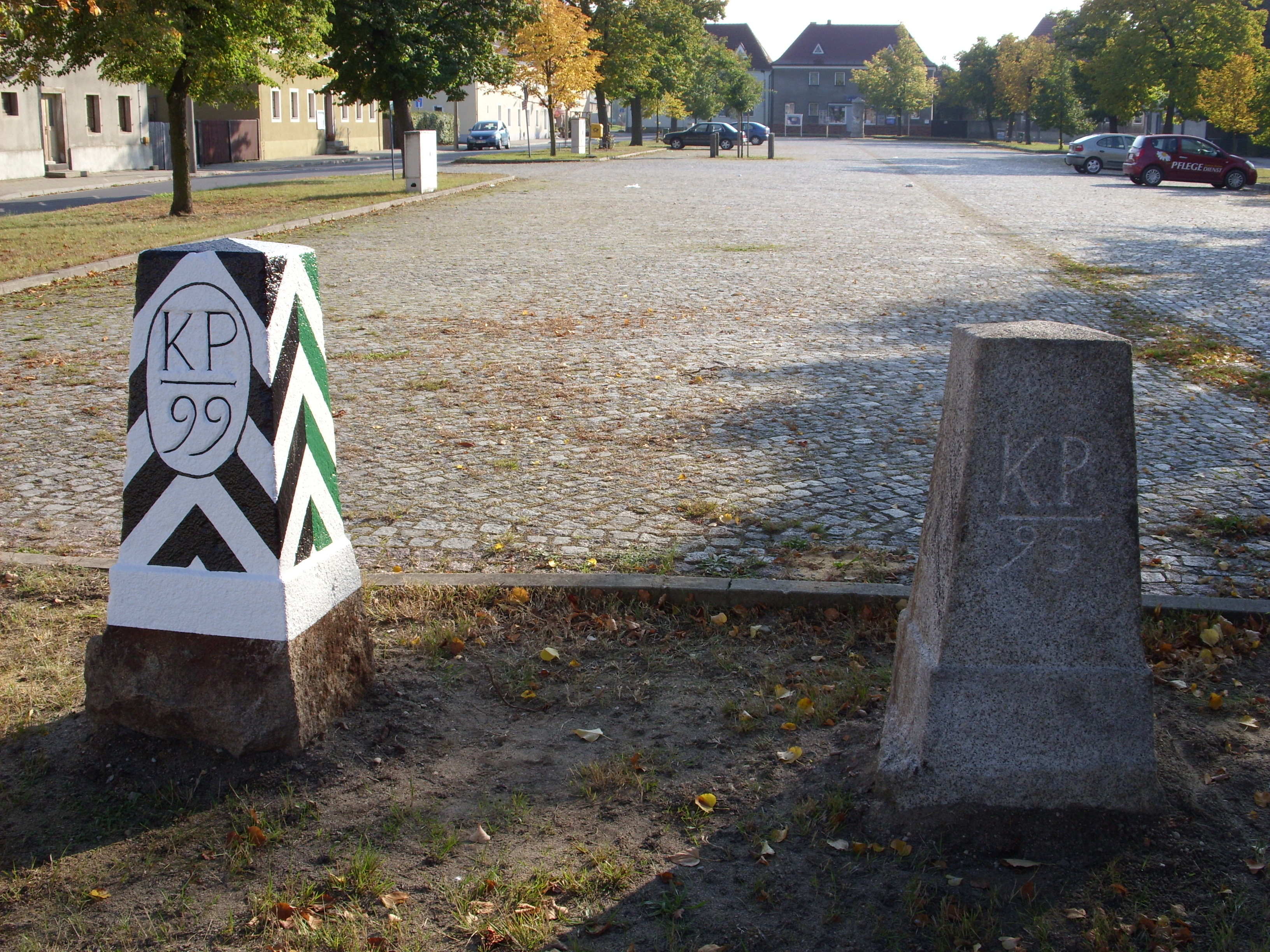
Cippo marcaconfini a Königswartha (Rakecy)

Con il Congresso di Vienna del 1815 il Regno di Sassonia dovette patire numerose perdite di territorio a favore del regno di Prussia. Tra l'altro dovette rinunciare a metà dell'Oberlausitz con Görlitz. I ceti dell'Oberlausitz tentarono fino all'ultimo d'impedire la divisione del territorio, rivolgendosi con una petizione direttamente al cancelliere Metternich, ma l'iniziativa rimase priva di effetti. Il nuovo confine tagliava il territorio da nord-ovest a sud-est. Esso correva da Ruhland e Wittichenau in direzione Reichenbach/Oberlausitz, attraversava a sud di Görlitz la Neiße e correva lungo il fiume Wittig fino al confine boemo.
Il confine tagliò un'entità politica, economica, culturale e religiosa cresciuta tale in 800 anni: delle sei città due (Görlitz und Lauban) appartennero da quel momento allo stato prussiano. L'efficacia dell'antica assemblea dei ceti dell'Oberlausitz rimase confinata nella parte restante del territorio. L'antico insediamento della sorabia Superiore era ora diviso in due. L'autonomia ecclesiastica dei protestanti dell'Oberlausitz trovò la sua fine ed essi furono incorporati nella Chiesa unita dell'Antica Prussia, provincia ecclesiastica della Slesia. I pochi cattolici della Lusazia vennero anch'essi divisi. Le località di proprietà delle due abbazie di St. Marienstern e St. Marienthal si trovavano ora da entrambe le parti del confine. Le parrocchie cattoliche dell'Oberlausitz furono infine, nel 1821 sottoposte all'arcidiocesi di Breslavia. Il governo prussiano inizio subito dopo il 1815, nella parte dell'Oberlausitz passata alla Prussia, ad una modernizzazione forzata dell'amministrazione. Dopo alcuni esperimenti, negli anni venti furono istituiti quattro Circondari, incorporati nella provincia della Slesia. Solo dopo questo relativamente tardivo punto il territorio slesiano si estese verso ovest oltre il fiume Queis. Prima l'Oberlausitz non era mai appartenuto alla Slesia, sebbene entrambi i territori dal XIII fino al XVII secolo fossero stati per lo più governati insieme dal medesimo sovrano, il re di Boemia.

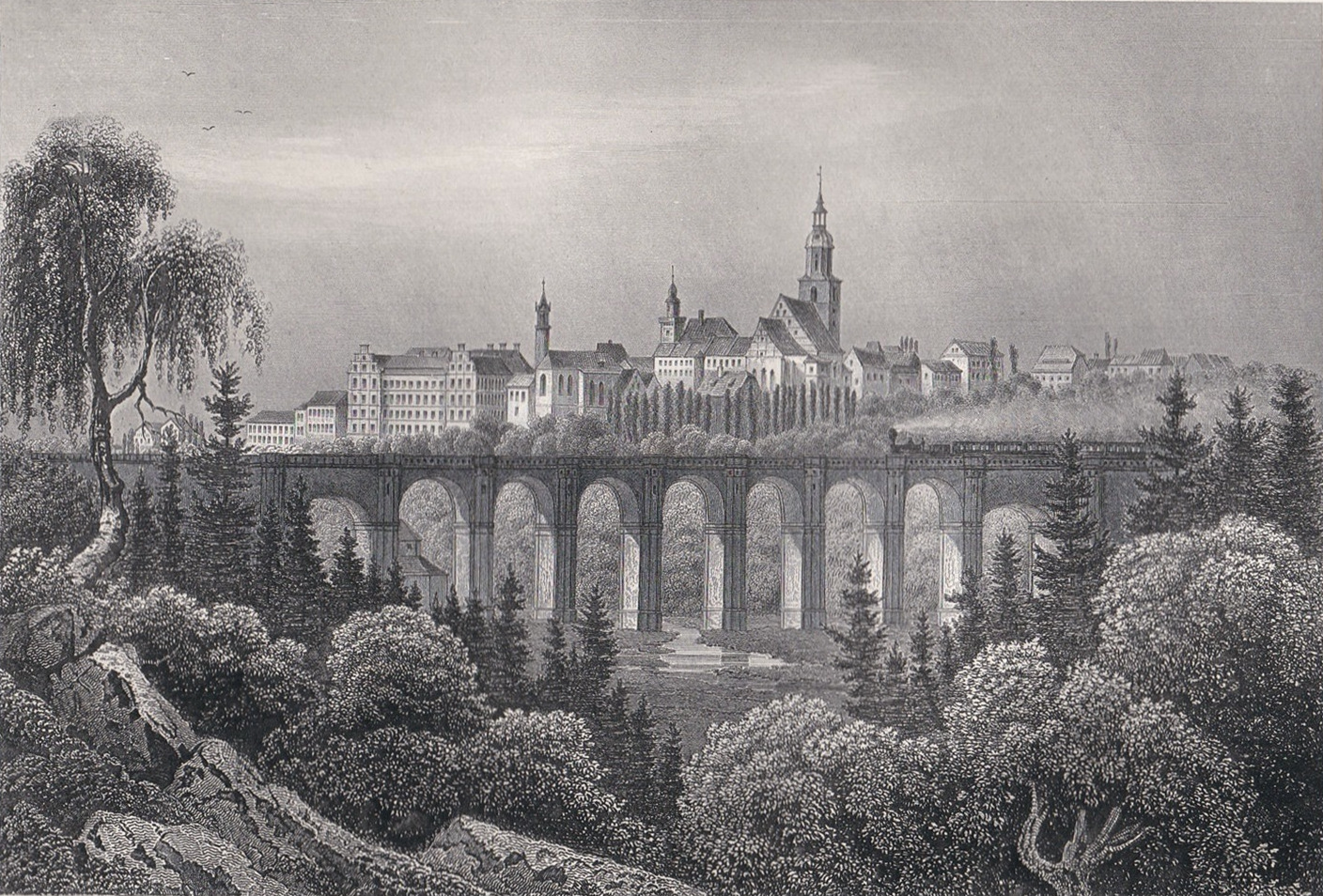
Viadotto ferroviario di Lobau nel tratto Dresda–Breslavia

Soprattutto nella parte meridionale dell'Oberlausitz, ma anche in quella prussiana, fu possibile dopo il 1815 stabilire con successo attività tradizionali come quella tessile ma anche altre in diversi campi. La zona appartenne alle prime zone industriali della Germania.
Già dal 1836 si trovarono insieme uomini d'affari dalla Sassonia e dalla Prussia, per progettare e costruire il tratto ferroviario Dresda-Breslavia, che attraversava l'Oberlausitz: iniziato nel 1844, il tratto fino a Löbau venne percorso dai treni già nel 1847.
Con la Costituzione sassone del 1831 la posizione giuridica privilegiata dell'Oberlausitz venne eliminata. Il sistema tradizionale di governo dei ceti venne sostituito dalle moderne istituzioni statali. Per il territorio sassone dell'Oberlausitz fu istituito il Circondario di Bautzen. Fino agli anni cinquanta del XIX secolo durò il rimpiazzo della popolazione contadina con l'ereditarietà della sudditanza.
Nell'Oberlausitz prussiano trasse profitto dall'integrazione in un grande stato soprattutto Görlitz. Un'ampia gamma di attività industriali vi s'insediò. Tra i grandi mercati di Berlino e Breslavia vi erano buoni collegamenti ferroviari.
Dalla presa del potere da parte del Nazionalsocialismo nel 1933 i sorbi furono abbandonati ad una costantemente crescente repressione. Come strumento di oppressione le nuove autorità poterono ricorrere alla divisione dei Venedi presso il capoluogo di Bautzen.
Fino al 1937 le loro associazioni e la loro stampa furono proibite. Anche le lezioni nella loro madrelingua, comprese quelle di religione, non furono più ammesse. Nel 1940 tutti i preti cattolici sorbi furono espulsi dall'Oberlausitz.
La politica razzista dei nazionalsocialisti nei confronti dei sorbi non fu però univoca. Accanto allo scoraggiamento e all'oppressione vi fu il tentativo, fino alla seconda guerra mondiale di integrare i Venedi nella "razza superiore germanica". Perciò essi furono identificati come Venedi tedeschi per distinguerli dagli altri slavi. A causa dello svolgimento della seconda guerra mondiale, non furono prese in considerazione nel governo centrale, deportazioni in massa di tutti gli slavi.
Durante la seconda guerra mondiale l'Oberlausitz fu abbondantemente risparmiato da attacchi aerei. Nel 1945 tuttavia divenne campo di battaglia. Per prima cosa la città di Lauban, che già in febbraio era stata occupata dall'Armata Rossa, fu rioccupata dalle truppe tedesche. Perciò il Ministro della Propaganda del Reich, Joseph Goebbels, inscenò a Lauban la sua ultima comparsa spettacolare settimanale con parole d'incoraggiamento.
Nell'aprile 1945 ebbero luogo gli ultimi combattimenti in prossimità di Bautzen e Kamenz. Essi si verificarono in connessione con le azioni dell'Armata Rossa, che da una parte puntava alla conquista di Berlino e dall'altra all'occupazione di Dresda e all'avanzata verso la Boemia. Hoyerswerda fu bombardata per errore dall'aviazione britannica. Mentre a Bautzen si ebbero ancora distruzioni di guerra, ciò venne impedito a Kamenz, poiché alcuni cittadini si opposero agli ordini delle autorità naziste e consegnarono la città ai sovietici senza opporre resistenza. Diversamente da quel che provarono molti tedeschi, numerosi Sorbi accolsero le truppe dell'Armata Rossa come liberatori dalle discriminazioni nazionalsocialiste ed etniche e dalla forzata assimilazione.

### Dopo la seconda guerra mondiale

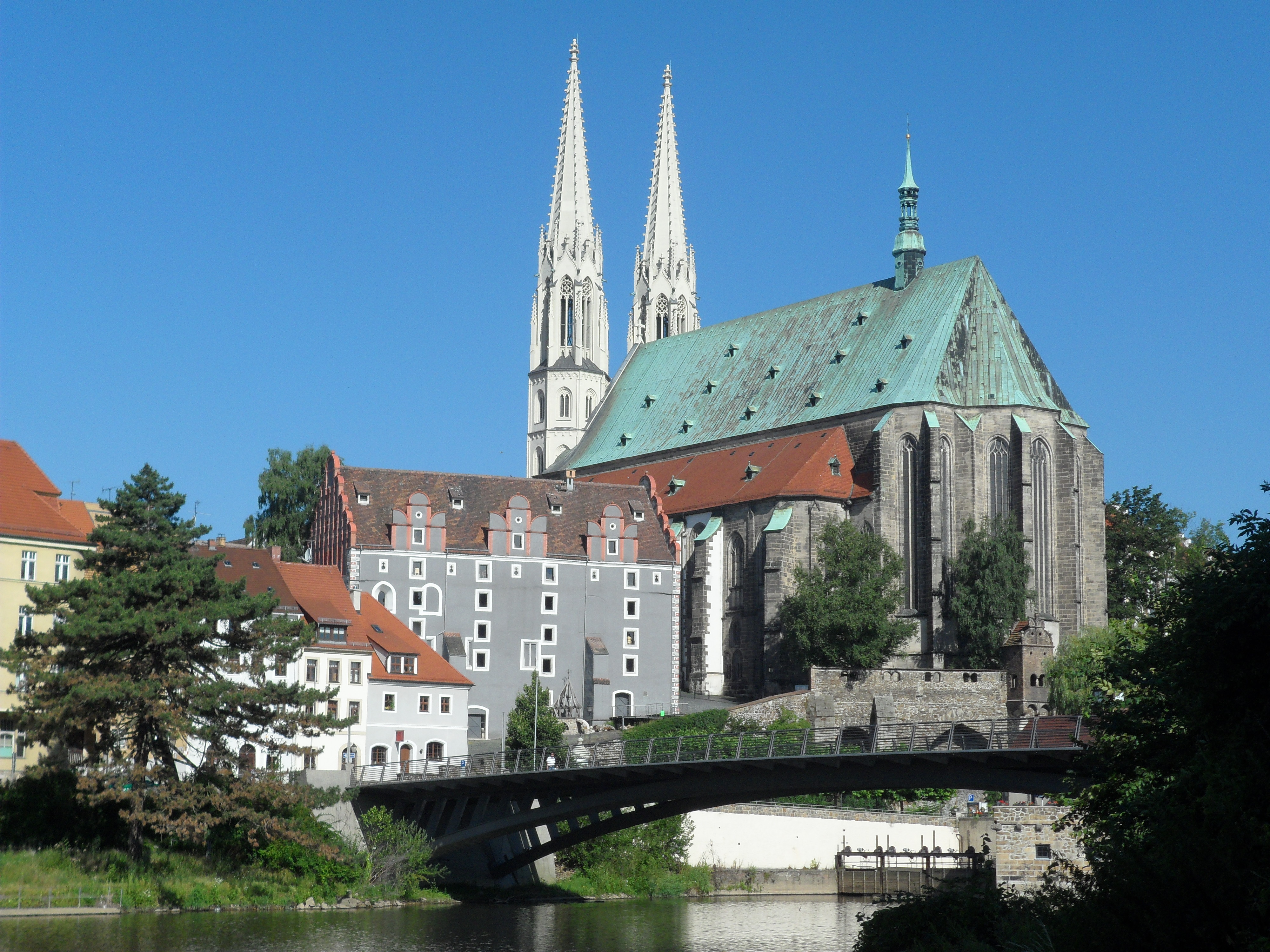
La Neiße forma dal 1945 il confine tedesco-polacco. Vista sull'odierna città divisa in due di Görlitz (lato polacco: Zgorzelec)

Dopo la seconda guerra mondiale la parte a est del Neiße dell'Oberlausitz passò sotto l'amministrazione polacca. La popolazione di origine tedesca, quella che già nelle ultime settimane di guerra non se n'era andata, ne fu cacciata fino alla fine dell'estate del 1945.
Subito dopo i polacchi (soprattutto uomini, che erano stati cacciati dai territori occupati dall'Unione Sovietica) furono ivi stabiliti.
Nella parte orientale dell'oramai divisa città di Görlitz furono alloggiati nei primi anni del dopoguerra anche migliaia di profughi greci che sfuggivano alla guerra civile greca. Nella prima Conferenza postbellica l'Unione Sovietica sostenne la tesi di assegnare l'Oberlausitz alla Cecoslovacchia, ma presto questa sua posizione fu abbandonata. L'organizzazione dei sorbi Domowina fu una delle prime associazioni che furono autorizzate dalle autorità di occupazione sovietiche. L'Oberlausitz a ovest della Neiße fu assegnata dalle autorità sovietiche di occupazione alla Sassonia. Quando il governo della Repubblica Democratica Tedesca (DDR) nel 1952 sciolse i Länder, gran parte del territorio fu inserito nel distretto di Dresda. I circondari di Hoyerswerda e Weißwasser a nord (con numerose miniere di carbone) furono assegnati al "distretto dell'energia" di Cottbus.

## Società

### Evoluzione demografica
Nell'Oberlausitz vivono oggi 780.000 persone, di cui appena 157.000 nella parte polacca ad est della Neiße. Una parte del territorio appartiene ad insediamenti dei Sorbi. Tra Kamenz, Bautzen e Hoyerswerda circa 20.000 persone parlano la lingua soraba superiore.
Ancora nel XIX secolo la popolazione della zona a nord della linea Bischofswerda–Wilthen–Löbau–Görlitz la lingua soraba era predominante. Ma anche la popolazione di lingua tedesca del luogo non è culturalmente omogenea. I confini culturali si lasciano scorgere nelle differenti regioni dialettali. Mentre nel bacino di Bautzen si parla un buon alto tedesco, al sud si parla il dialetto locale dell'Oberlausitz. Al contrario, ad est, si parla ancora in parte il tedesco slesiano. La maggior concentrazione della popolazione si presenta nella doppia città tedesco-polacca di Görlitz-Zgorzelec; qui vivono al momento 91.000 abitanti di cui 33.000 nella parte polacca.
Nella zona tedesca dell'Oberlausitz il numero di abitanti cala da più di dieci anni. I giovani lasciano la regione, poiché la disoccupazione ad est dello stato di Sassonia è piuttosto elevata. Questo e il basso tasso di natalità conducono all'invecchiamento della popolazione. In mancanza di posti di lavoro nell'Oberlausitz c'é appena immigrazione straniera.

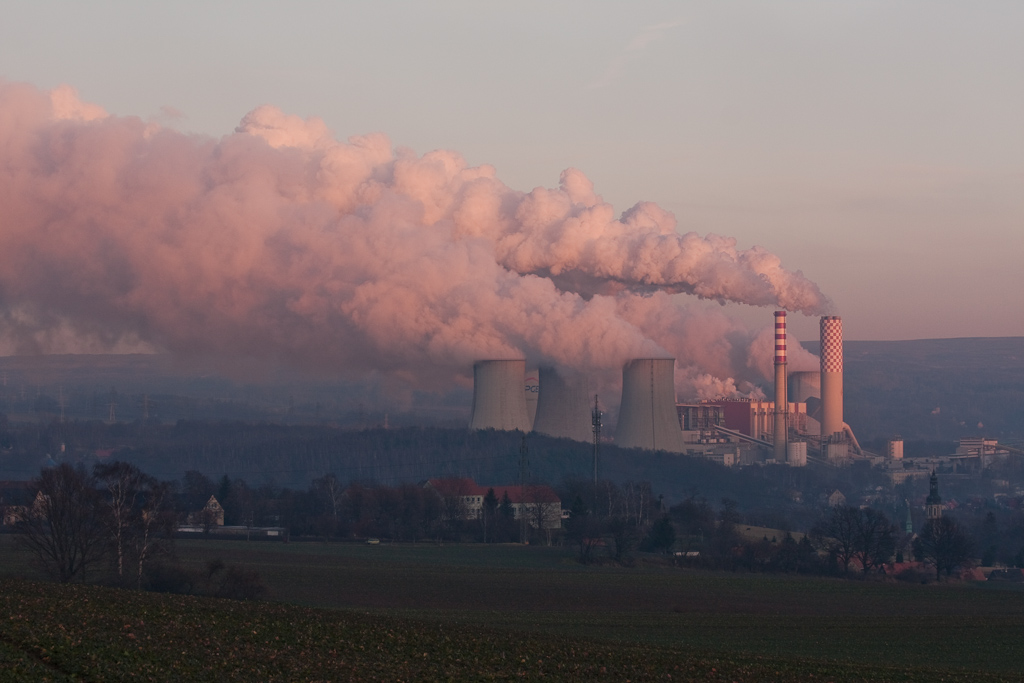
La centrale termoelettrica di Turów nel 2009

Anche la parte polacca dell'Oberlausitz, a parte Zgorzelec, Lubań (Lauban) e Bogatynia (Reichenau), è poco popolata. La zona appartiene ad una regione della Polonia priva di strutture e solo la centrale a carbone di Turów offre posti di lavoro industriali su vasta scala.

## Cultura

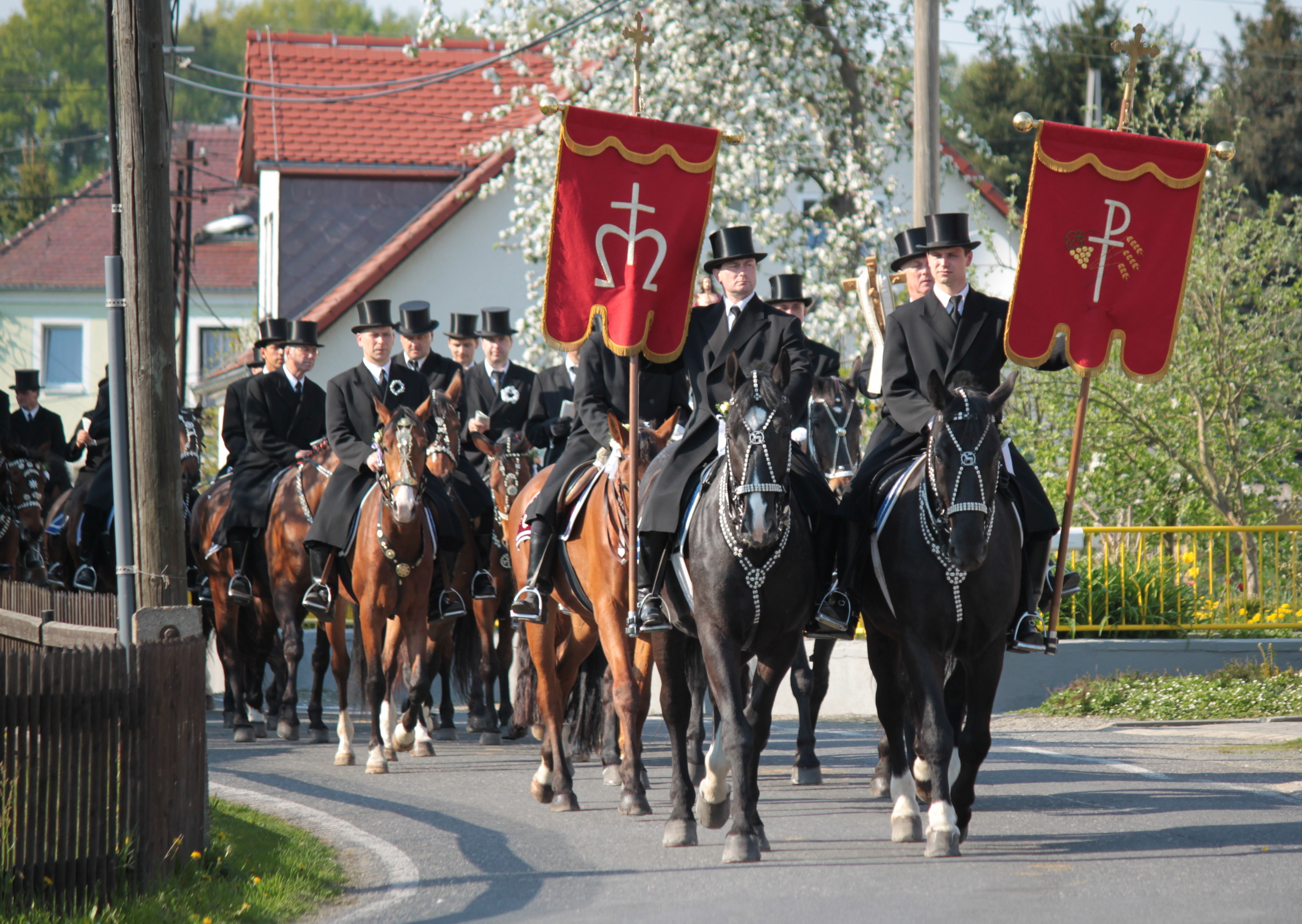
La "cavalcata di Pasqua" a Miltitz presso Kamenz

Tipica dell'Oberlausitz è la parlata con la R arrotata, che marca il dialetto dell'Oberlausitz e che viene parlato soprattutto nelle comunità delle zone montane. Case tipiche dell'Oberlausitz sono le Umgebindehaus, una combinazione di costruzioni a graticcio e a muro con tetti a scandole.

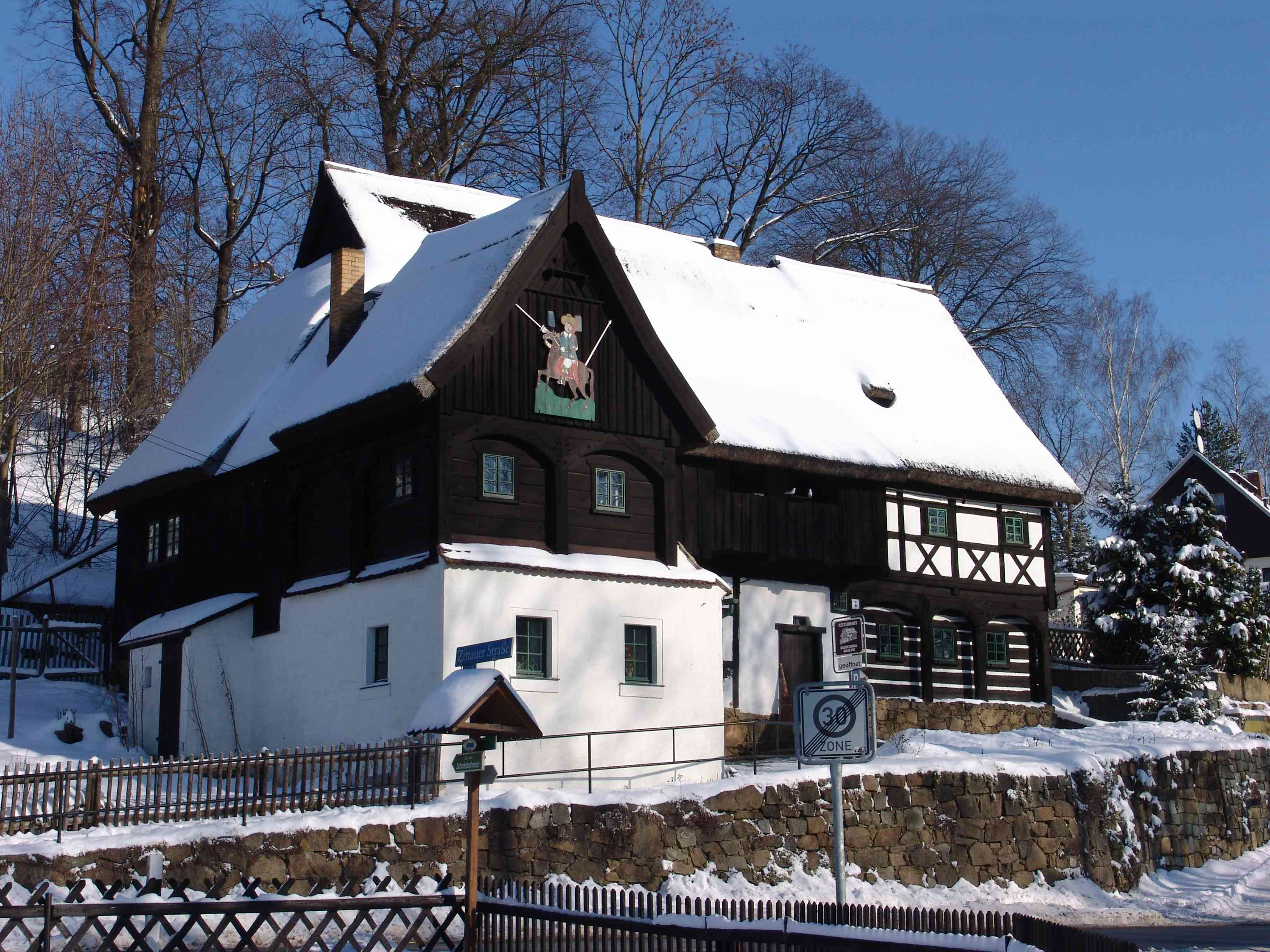
La Reiterhaus di Neusalza-Spremberg.

Note storie e saghe sono quelle di Präger Hansel, la saga su Krabat e su Pumphut
A differenza della tradizione dei fuochi di Pasqua di molte località del Niederlausitz, qui vi è la tradizione del "rogo della strega" la Notte di Valpurga. Nelle parrocchie cattoliche sorbe come intorno a Ostritz i "Cavalieri di Pasqua" annunciano il mattino del Sabato Santo la Risurrezione di Cristo. Soprattutto nelle zone montane vi è l'uso dei "tiri pasquali".
Dal 2014 il 21 agosto è il "giorno dell'Oberlausitz" (Oberlausitztag). Si tratta di un giorno di Azioni e Memorie, al quale abitanti e amici dell'Oberlausitz, associazioni, istituzioni e aziende sono chiamati ad organizzare attività e manifestazioni.

### Feste e manifestazioni
- Primavera a Bautzen – Fine maggio

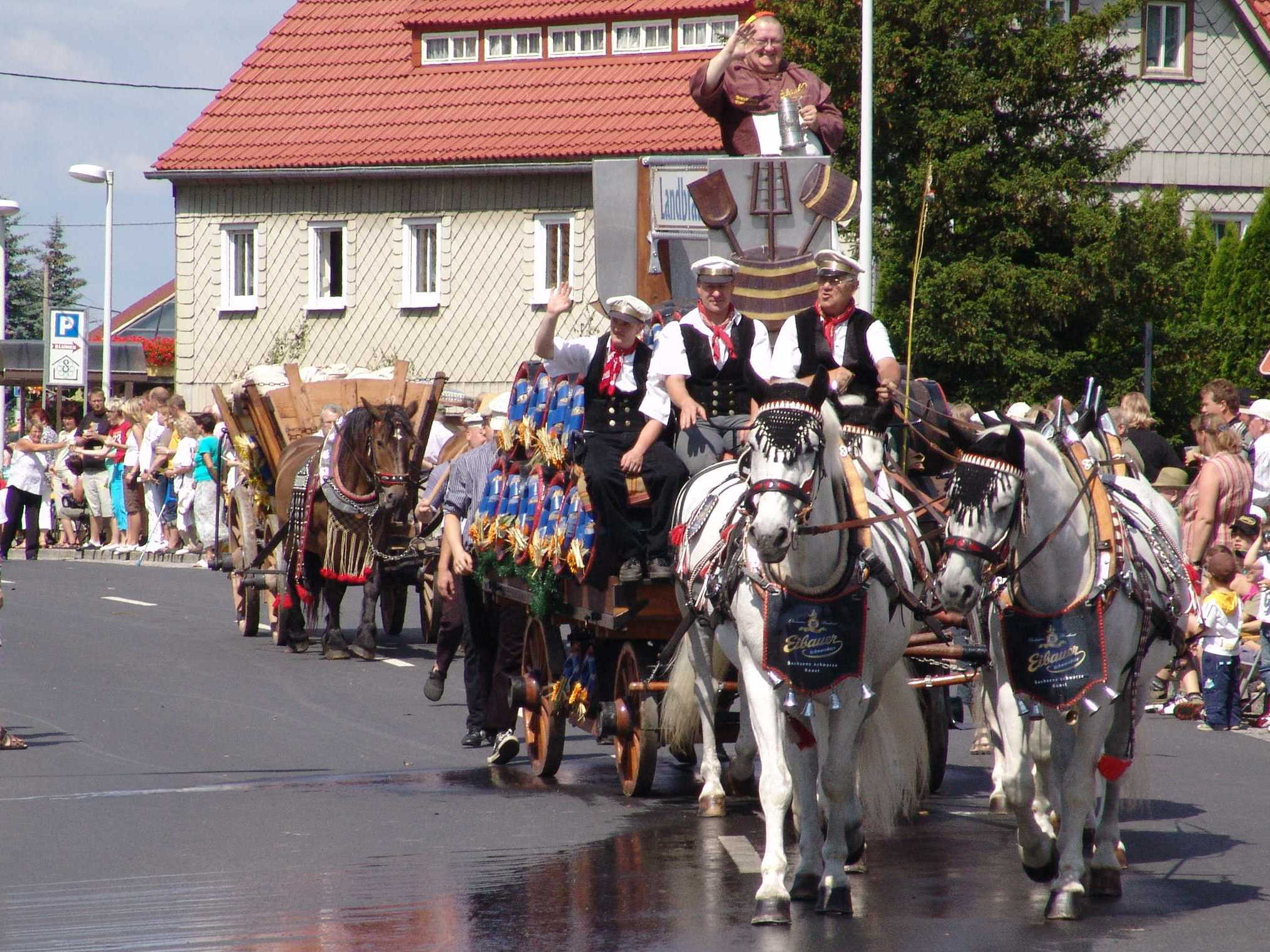
Il "Treno della birra" ad Eibau.

- Giorno delle Umgebindehaus – Fine maggio
- Eibauer Bierzug ("Treno della birra" ad Eibau) – Fine giugno
- Schlesischer Tippelmarkt ("Mercato slesiano della ceramica") – Metà luglio
- Festival internazionale del folklore della Lusazia – Ogni due anni a metà luglio nelle città di Crostwitz, Bautzen e Drachhausen
- Mercato di San Giacomo a Neugersdorf (Gierschdurfer Schiss’n) – Fine luglio
- Festa della città di Zittau – Luglio/agosto
- Festa della città vecchia di Görlitz –Fine agosto/Inizio settembre
- Festa di Hoyerswerda – Settembre
- Mercatino di Natale di Bautzen – Dicembre

## Flora

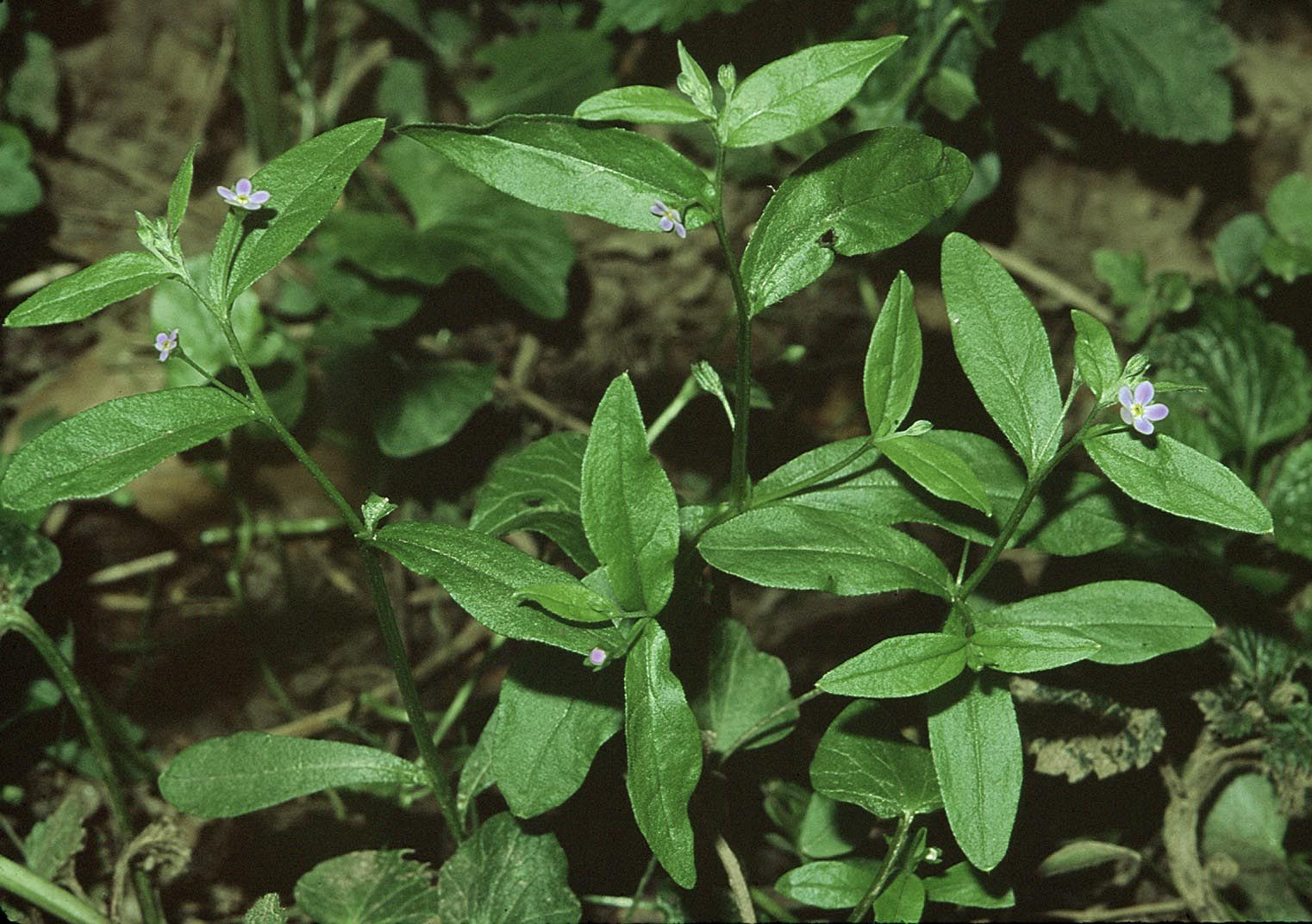
Memoremea scorpioides

Il mondo botanico dell'Oberlausitz conta particolari specie di piante tra cui Artemisia scoparia (Besen-Beifuß), Lactuca quercina (Eichen-Lattich) e Verbascum phoeniceum (Violette Königskerze).
Si incontrano poi nella formazione dei boschi Memoremea scorpioides (Wald-Nabelnüsschen), Sambucus ebulus (Attich), Campanula latifolia (Breitblättrige Glockenblume). Nei boschi delle alture si presentano specie dei generi Aruncus (Geißbärte), Prenanthes (Schlangenwurzel), Senecio (Geißkraut) e Chaerophyllum hirsutum (Behaarte Kälberkropf).

### Storia dell'economia
- Hermann Knothe: Geschichte des Tuchmacherhandwerks in der Oberlausitz bis Anfang des siebzehnten Jahrhunderts. Burdach, Dresden 1883 (Digitalisat)
- Wolfgang Koschke, Steffen Menzel: Rennherd – Hammer – Hüttenwerk. Die Geschichte des Lausitzer Eisens, Verlag Gunter Oettel, Görlitz 2009, ISBN 978-3-938583-21-0 (enthält einen Standortkatalog der Eisenhämmer und Eisenhütten sowohl im deutschen wie polnischen Teil der Oberlausitz)
- Steffen Menzel: Das Eisengewerbe der Oberlausitz vom Spätmittelalter bis zur Mitte des 19. Jahrhunderts